# Presidencia de Dwight D. Eisenhower
La presidencia de Dwight D. Eisenhower empezó en a las 12 del mediodía (EST) el 20 de enero de 1953, con su investidura como el 34.º Presidente de los Estados Unidos, y acabó el 20 de enero de 1961. Eisenhower, republicano, tomó la oficina tras su victoria electoral sobre el demócrata Adlai Stevenson en la elección presidencial de 1952. John F. Kennedy le sucedió tras ganar la elección presidencial de 1960.
Eisenhower ocupó el cargo durante la Guerra Fría, un período de tensión geopolítica entre los Estados Unidos y la Unión Soviética. La política de Eisenhower enfatizó la importancia de las armas nucleares como elemento disuasorio de las amenazas militares, y Estados Unidos acumuló un arsenal de armas nucleares y sistemas de entrega de armas nucleares durante la presidencia de Eisenhower. Poco después de asumir el cargo, Eisenhower negoció el fin de la Guerra de Corea, lo que resultó en la partición de Corea. Luego de la crisis de Suez, Eisenhower promulgó la Doctrina Eisenhower, fortaleciendo los compromisos de Estados Unidos en el Medio Oriente. En respuesta a la Revolución Cubana, la administración Eisenhower rompió lazos con Cuba y comenzó los preparativos para una invasión de Cuba por parte de los exiliados cubanos, lo que finalmente resultó en la fallida invasión de Bahía de Cochinos. Eisenhower también permitió que la Agencia Central de Inteligencia participara en acciones encubiertas, como el golpe de estado iraní de 1953 y el golpe de estado guatemalteco de 1954.
En asuntos internos, Eisenhower apoyó una política de "republicanismo moderno" que ocupaba un punto medio entre los demócratas liberales y el ala conservadora del Partido Republicano. Eisenhower continuó los programas New Deal, expandió la Seguridad Social y priorizó un presupuesto equilibrado sobre los recortes de impuestos. Jugó un papel importante en el establecimiento del Sistema de autopistas interestatales, un proyecto de infraestructura masivo que consta de decenas de miles de millas de carreteras divididas. Después del lanzamiento del Sputnik 1, Eisenhower firmó la Ley de Educación de Defensa Nacional y presidió la creación de la NASA. Aunque no estaba de acuerdo con la histórica decisión de desagregación de la Corte Suprema en el caso de 1954 de Brown V. Board of Education, Eisenhower hizo cumplir la posesión de la Corte y firmó el primer proyecto de ley de derechos civiles significativo desde el final de la Reconstrucción.
Eisenhower ganó las elecciones presidenciales de 1956 en forma aplastante y mantuvo índices de aprobación positivos durante su mandato, pero el lanzamiento del Sputnik 1 y una economía pobre contribuyeron a las pérdidas republicanas en las elecciones de 1958. En las elecciones presidenciales de 1960, el vicepresidente Richard Nixon perdió por un estrecho margen frente a Kennedy. Eisenhower dejó el cargo popular entre el público, pero muchos comentaristas lo vieron como un presidente de "no hacer nada". Su reputación mejoró después del lanzamiento de sus papeles privados en la década de 1970. Las encuestas de historiadores y politólogos ubican a Eisenhower en el cuartil superior de los presidentes.

## Elecciones de 1952

### Nombramiento republicano

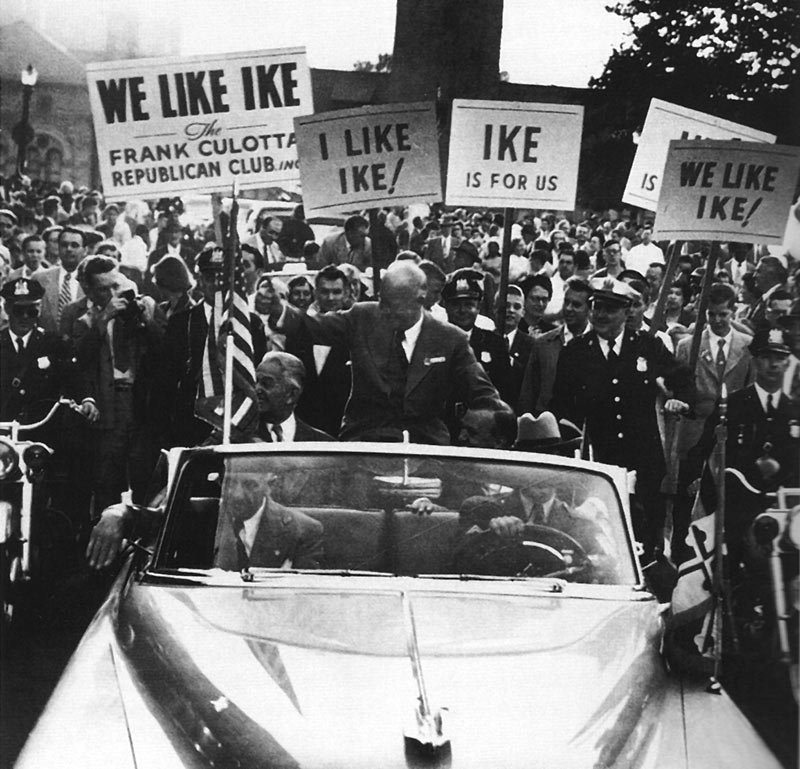
Campaña presidencial de Einsenhower, Baltimore, Maryland, septiembre de 1952

Al ingresar a las primarias presidenciales republicanas de 1952, los dos principales candidatos para la nominación presidencial republicana fueron el general Dwight D. Eisenhower y el senador Robert A. Taft de Ohio. El gobernador Earl Warren de California y el ex gobernador Harold Stassen de Minnesota también solicitaron la nominación. Taft lideró el ala conservadora del partido, que rechazó muchos de los programas de bienestar social del New Deal creados en la década de 1930 y apoyó una política exterior no intervencionista. Taft había sido candidato a la nominación republicana dos veces antes, pero había sido derrotado en ambas ocasiones por republicanos moderados de Nueva York: Wendell Willkie en 1940 y Thomas E. Dewey en 1948.
Dewey, el candidato presidencial del partido en 1944 y 1948, lideró el ala moderada del partido, centrada en los estados orientales . Estos moderados apoyaron la mayor parte del New Deal y tendieron a ser intervencionistas en la Guerra Fría. El mismo Dewey se negó a postularse para presidente por tercera vez, pero él y otros moderados trataron de usar su influencia para asegurarse de que el voto republicano de 1952 se acercara más a su ala del partido. Con este fin, reunieron un proyecto de movimiento Eisenhower en septiembre de 1951. Dos semanas después, en la reunión de la Conferencia Nacional de Gobernadores, siete gobernadores republicanos respaldaron su candidatura. Eisenhower, que entonces se desempeñaba como el Comandante Supremo Aliado de la OTAN, había sido mencionado durante mucho tiempo como un posible candidato presidencial, pero era reacio a involucrarse en la política partidista. Sin embargo, estaba preocupado por los puntos de vista no intervencionistas de Taft, especialmente su oposición a la OTAN, que Eisenhower consideraba una disuasión importante contra la agresión soviética. También estaba motivado por la corrupción que creía que se había infiltrado en el gobierno federal durante los últimos años de la administración Truman .
Eisenhower sugirió a fines de 1951 que no se opondría a ningún esfuerzo para nominarlo para presidente, aunque todavía se negó a buscar la nominación activamente. En enero de 1952, el senador Henry Cabot Lodge Jr. anunció que el nombre de Eisenhower se ingresaría en las primarias de marzo de New Hampshire, a pesar de que aún no había ingresado oficialmente a la carrera. El resultado en New Hampshire fue una sólida victoria de Eisenhower con 46,661 votos a favor, 35,838 para Taft y 6,574 para Stassen. En abril, Eisenhower renunció a su comando de la OTAN y regresó a los Estados Unidos. Las fuerzas de Taft pelearon fuertemente en las primarias restantes y, para la Convención Nacional Republicana de julio de 1952, todavía no estaba claro si Taft o Eisenhower ganarían la nominación presidencial.
Cuando se abrió la Convención Nacional Republicana de 1952 en Chicago, los gerentes de Eisenhower acusaron a Taft de "robar" los votos de los delegados en los estados del sur, alegando que los aliados de Taft habían negado injustamente los puestos de delegados a los partidarios de Eisenhower y pusieron a los delegados de Taft en su lugar. Lodge y Dewey propusieron desalojar a los delegados pro-Taft en estos estados y reemplazarlos por delegados pro-Eisenhower; llamaron a esta propuesta "Juego limpio". Aunque Taft y sus seguidores negaron con enojo este cargo, la convención votó a favor de Fair Play 658 a 548, y Taft perdió muchos delegados del sur. Eisenhower también recibió dos aumentos más: primero, cuando varias delegaciones estatales no comprometidas, como Michigan y Pennsylvania, decidieron apoyarlo; y segundo, cuando Stassen liberó a sus delegados y les pidió que apoyaran a Eisenhower. La eliminación de muchos delegados del sur pro-Taft y el apoyo de los estados no comprometidos decidieron la nominación a favor de Eisenhower, que ganó en la primera votación. Posteriormente, el senador Richard Nixon de California fue nominado por aclamación como su compañero de fórmula vicepresidencial. Nixon, cuyo nombre se destacó temprano y a menudo en las conversaciones previas a la convención entre los directores de campaña de Eisenhower, fue seleccionado por su juventud (39 años) y su sólido historial anticomunista.

### Elecciones generales
El actual presidente Harry S. Truman anunció su retiro en marzo de 1952, dejando en claro quién ganaría la nominación presidencial demócrata. delegados a la Convención Nacional Democrática de 1952, también celebrada en Chicago, nominaron al gobernador de Illinois Adlai E. Stevenson para presidente en la tercera votación. El senador John Sparkman de Alabama fue seleccionado como su compañero de fórmula. La convención terminó con la confianza generalizada de que el partido había seleccionado un poderoso contendiente presidencial que presentaría una campaña competitiva. Stevenson se concentró en dar una serie de discursos reflexivos en todo el país. Aunque su estilo emocionó a los intelectuales y académicos, algunos expertos políticos se preguntaron si estaba hablando "sobre la cabeza" de la mayoría de sus oyentes, y lo llamaron "cabeza de huevo", debido a su calvicie y comportamiento intelectual. Sin embargo, su mayor responsabilidad fue la impopularidad del presidente en ejercicio, Harry Truman. Aunque Stevenson no había formado parte de la administración Truman, los votantes ignoraron en gran medida su historial y lo cargaron con el de Truman.
La estrategia republicana durante la campaña de otoño se centró en la popularidad sin igual de Eisenhower. Ike viajó a 45 de los 48 estados ; Su imagen heroica y su simple discurso entusiasmaron a las grandes multitudes que lo escucharon hablar desde el furgón de cola del tren de campaña . En sus discursos, Eisenhower nunca mencionó a Stevenson por su nombre, sino que atacó sin descanso los supuestos fracasos de la administración Truman: "Corea, comunismo y corrupción". Además de los discursos, transmitió su mensaje a los votantes a través de anuncios televisivos de 30 segundos; Esta fue la primera elección presidencial en la que la televisión jugó un papel importante. En política interna, Eisenhower atacó la creciente influencia del gobierno federal en la economía, mientras que en asuntos exteriores, apoyó un fuerte papel estadounidense para detener la expansión del comunismo. Eisenhower adoptó gran parte de la retórica y las posiciones del Partido Republicano contemporáneo, y muchas de sus declaraciones públicas fueron diseñadas para ganarse a los partidarios conservadores de Taft.

Resultados de la votación electoral de 1952

Una denuncia potencialmente devastadora golpeó cuando Nixon fue acusado por varios periódicos de recibir $ 18,000 en "regalos" no declarados de donantes ricos de California. Eisenhower y sus ayudantes consideraron sacar a Nixon del boleto y elegir otro compañero de carrera. Nixon respondió a las acusaciones en un discurso televisado a nivel nacional, el " discurso de las damas ", el 23 de septiembre. En este discurso, Nixon negó los cargos en su contra, dio una descripción detallada de sus modestos activos financieros y ofreció una evaluación brillante de la candidatura de Eisenhower . Lo más destacado del discurso se produjo cuando Nixon declaró que un partidario le había dado un regalo a sus hijas, un perro llamado "Damas", y que no lo devolvería, porque a sus hijas les encantaba. El público respondió al discurso con una gran cantidad de apoyo, y Eisenhower lo retuvo en el boleto.
En última instancia, la carga de la guerra de Corea, la amenaza comunista y los escándalos de la administración Truman, así como la popularidad de Eisenhower, fueron demasiado para Stevenson. Eisenhower obtuvo una victoria aplastante, obteniendo el 55.2 por ciento del voto popular y 442 votos electorales. Stevenson recibió el 44.5 por ciento del voto popular y 89 votos electorales. Eisenhower ganó todos los estados fuera del Sur, así como Virginia, Florida y Texas, cada uno de los cuales votó republicano por segunda vez desde el final de la Reconstrucción . En las elecciones concurrentes en el Congreso, los republicanos obtuvieron el control de la Cámara de Representantes y el Senado.

## Administración

### Gabinete
Eisenhower delegó la selección de su gabinete a dos socios cercanos, Lucius D. Clay y Herbert Brownell Jr. Brownell, un asistente legal de Dewey, se convirtió en fiscal general. La oficina del Secretario de Estado fue a John Foster Dulles, un vocero republicano de política exterior que había ayudado a diseñar la Carta de las Naciones Unidas y el Tratado de San Francisco . Dulles viajaría casi 560 millas (901 km)   durante sus seis años en el cargo. Fuera del gabinete, Eisenhower seleccionó a Sherman Adams como Jefe de Gabinete de la Casa Blanca, y Milton S. Eisenhower, el hermano del presidente y un destacado administrador de la universidad, emergió como un importante asesor. Eisenhower también elevó el papel del Consejo de Seguridad Nacional, y designó a Robert Cutler para servir como el primer Asesor de Seguridad Nacional.
Eisenhower buscó líderes de grandes empresas para muchos de sus otros nombramientos de gabinete. Charles Erwin Wilson, el CEO de General Motors, fue el primer secretario de defensa de Eisenhower. En 1957, fue reemplazado por el presidente del presidente de Procter & Gamble, Neil H. McElroy . Para el cargo de secretario del tesoro, Ike seleccionó a George M. Humphrey, el CEO de varias compañías de acero y carbón. Su director general de correos, Arthur E. Summerfield, y el primer secretario del interior, Douglas McKay, eran ambos distribuidores de automóviles. El ex senador, Sinclair Weeks, se convirtió en Secretario de Comercio. Eisenhower designó a Joseph Dodge, un presidente bancario de muchos años que también tenía una amplia experiencia gubernamental, como director de la Oficina de Presupuesto. Se convirtió en el primer director de presupuesto en recibir el estatus de gabinete.
Otras selecciones del gabinete Eisenhower proporcionaron patrocinio a las bases políticas. Ezra Taft Benson, un miembro de alto rango de La Iglesia de Jesucristo de los Santos de los Últimos Días, fue elegido secretario de agricultura; él era la única persona nombrada del ala Taft del partido. Como primer secretario del nuevo Departamento de Salud, Educación y Bienestar (HEW), por sus siglas en inglés), Eisenhower nombró a Oveta Culp Hobby, la jefa de guerra del Cuerpo de Mujeres del Ejército. Ella fue la segunda mujer en ser miembro del gabinete . Martin Patrick Durkin, demócrata y presidente del sindicato de fontaneros y acondicionadores de vapor, fue seleccionado como secretario de trabajo. Como resultado, se convirtió en una broma permanente que el gabinete inaugural de Eisenhower estaba compuesto por "nueve millonarios y un fontanero". Insatisfecho con las políticas laborales de Eisenhower, Durkin renunció después de menos de un año en el cargo y fue reemplazado por James P. Mitchell.

### Vicepresidencia
Eisenhower, a quien no le gustaban las políticas partidistas y los políticos, dejó gran parte de la construcción y el mantenimiento del Partido Republicano al Vicepresidente Nixon. Eisenhower sabía cuán mal preparado estaba el vicepresidente Truman en asuntos importantes como la bomba atómica cuando de repente se convirtió en presidente en 1945, y por lo tanto se aseguró de mantener a Nixon completamente involucrado en la administración. Le dio a Nixon múltiples tareas diplomáticas, domésticas y políticas para que "se convirtiera en uno de los subordinados más valiosos de Ike". De este modo, la oficina del vicepresidente fue mejorada fundamentalmente de un puesto ceremonial menor a un papel importante en el equipo presidencial. Nixon fue mucho más allá de la tarea, "[arrojándose] a la política estatal y local, pronunciando cientos de discursos por todo el país. Con Eisenhower no involucrado en la construcción del partido, Nixon se convirtió en el líder nacional de facto del Partido Republicano ".

### Cuerpo de prensa
Eisenhower se reunía con frecuencia con el cuerpo de prensa, pero su actuación en estas reuniones fue ampliamente considerada como incómoda. Estas conferencias de prensa contribuyeron en gran medida a las críticas de que Eisenhower estaba mal informado o simplemente era un testaferro en su gobierno. En ocasiones, pudo utilizar su reputación para conferencias de prensa ininteligibles para su ventaja, ya que le permitió ofuscar su posición en temas difíciles. El 19 de enero de 1955, Eisenhower se convirtió en el primer presidente en conducir una conferencia de prensa televisada. Su secretario de prensa, James Campbell Hagerty, es la única persona que ha servido en esa capacidad por dos períodos presidenciales completos. El historiador Robert Hugh Ferrell lo consideró el mejor secretario de prensa en la historia presidencial, porque "organizó la presidencia para la innovación única en las relaciones con la prensa que casi ha cambiado la naturaleza del cargo más alto de la nación en las últimas décadas".

## Nombramientos judiciales

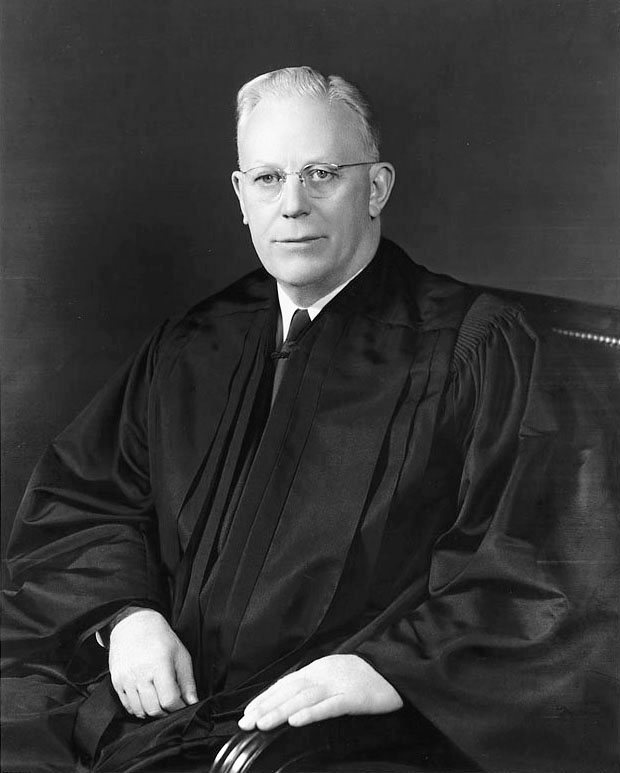
Earl Warren, el decimocuarto presidente del Tribunal Supremo de los Estados Unidos, presidió la corte liberal de Warren desde octubre de 1953 hasta junio de 1969.

Eisenhower nombró a cinco jueces de la Corte Suprema de los Estados Unidos. En 1953, Eisenhower nominó al gobernador Earl Warren para suceder al presidente del Tribunal Supremo Fred M. Vinson . Muchos republicanos conservadores se opusieron a la nominación de Warren, pero no pudieron bloquear el nombramiento, y la nominación de Warren fue aprobada por el Senado en enero de 1954. Warren presidió una corte que generó numerosas decisiones liberales sobre varios temas, comenzando en 1954 con el caso de desegregación de Brown V. Junta de Educación . La muerte de Robert H. Jackson a fines de 1954 generó otra vacante en la Corte Suprema, y Eisenhower nominó con éxito al juez federal de apelaciones John Marshall Harlan II para suceder a Jackson. Harlan se unió al bloque conservador en el banquillo, a menudo apoyando la posición del juez asociado Felix Frankfurter.
Después de que Sherman Minton renunció en 1956, Eisenhower nominó al juez de la corte suprema del estado William J. Brennan a la Corte Suprema. Eisenhower esperaba que el nombramiento de Brennan, un católico de tendencia liberal, impulsara su propia campaña de reelección. La oposición del senador Joseph McCarthy y otros retrasó la confirmación de Brennan, por lo que Eisenhower colocó a Brennan en la corte a través de una cita de receso en 1956; El Senado confirmó la nominación de Brennan a principios de 1957. Brennan se unió a Warren como líder del bloque liberal de la corte. El retiro de Stanley Reed en 1957 creó otra vacante, y Eisenhower nominó al juez federal de apelaciones Charles Evans Whittaker, quien serviría en la Corte Suprema solo cinco años hasta su renuncia. La quinta y última vacante de la Corte Suprema de la tenencia de Eisenhower surgió en 1958 debido al retiro de Harold Burton. Eisenhower nominó con éxito al juez federal de apelaciones Potter Stewart para suceder a Burton, y Stewart se convirtió en un centrista en la corte. Eisenhower también nombró a 45 jueces para los Tribunales de Apelaciones de los Estados Unidos y 129 jueces para los tribunales de distrito de los Estados Unidos. 

## Relaciones Exteriores

### Guerra Fría

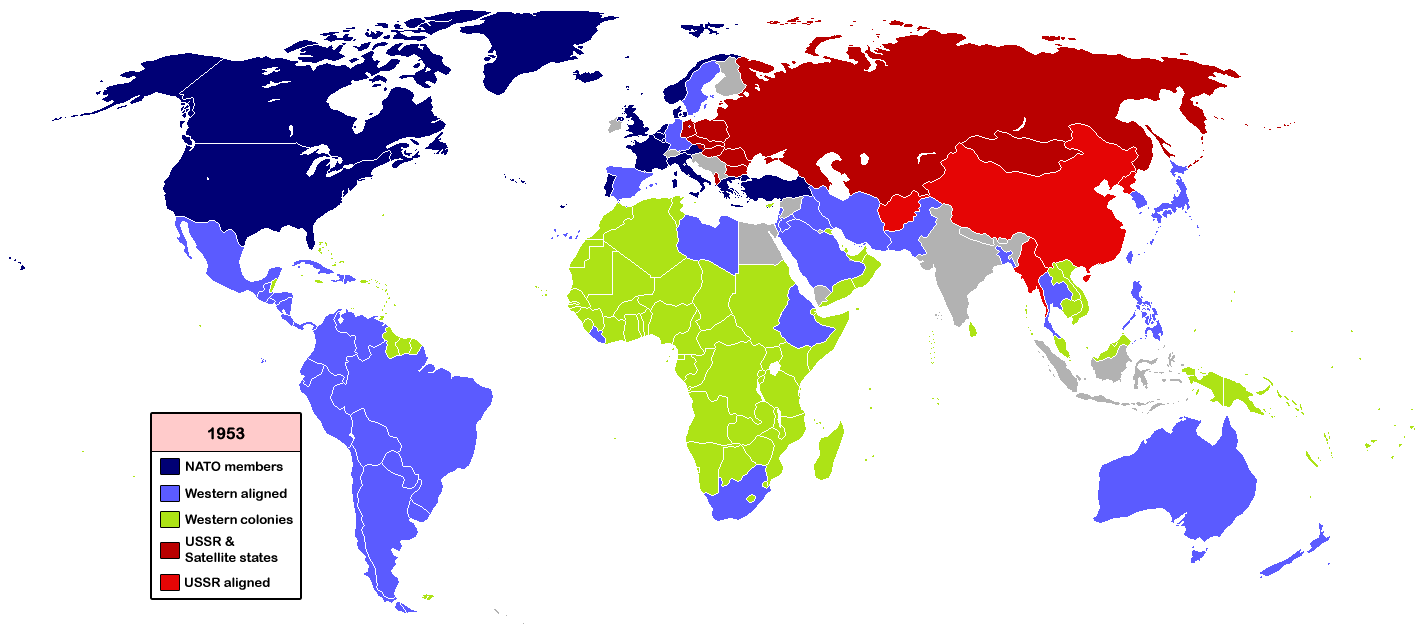
Un mapa de la situación geopolítica en 1953.

La candidatura de Eisenhower en 1952 fue motivada en gran parte por su oposición a los puntos de vista aislacionistas de Taft; no compartió las preocupaciones de Taft con respecto a la participación de los Estados Unidos en la seguridad colectiva y el comercio internacional, el último de los cuales se materializó en el Acuerdo General sobre Aranceles Aduaneros y Comercio de 1947. La Guerra Fría dominó la política internacional en la década de 1950. Como los Estados Unidos y la Unión Soviética poseían armas nucleares, cualquier conflicto presentaba el riesgo de una escalada hacia la guerra nuclear. Eisenhower continuó la política básica de la administración Truman de contención de la expansión soviética y el fortalecimiento de las economías de Europa occidental. La política general de la Guerra Fría de Eisenhower fue descrita por NSC 174, que sostenía que el retroceso de la influencia soviética era un objetivo a largo plazo, pero que Estados Unidos no provocaría la guerra con la Unión Soviética. Él planeó la movilización total del país para contrarrestar el poder soviético, y enfatizó hacer un "esfuerzo público para explicar al pueblo estadounidense por qué era necesaria una movilización militarista de su sociedad".
Después de la muerte de Iósif Stalin en marzo de 1953, Georgy Malenkov asumió el liderazgo de la Unión Soviética. Malenkov propuso una "coexistencia pacífica" con Occidente, y el primer ministro británico Winston Churchill propuso una cumbre de los líderes mundiales. Temiendo que la cumbre retrasaría el rearme de Alemania Occidental y escéptico de las intenciones y la capacidad de Malenkov de permanecer en el poder, la administración Eisenhower rechazó la idea de la cumbre. En abril, Eisenhower pronunció su "Discurso de Oportunidad para la Paz", en el que pidió un armisticio en Corea, elecciones libres para volver a unificar a Alemania, la "independencia total" de las naciones de Europa del Este y el control de las Naciones Unidas de la energía atómica. Aunque fue bien recibido en Occidente, el liderazgo soviético vio el discurso de Eisenhower como poco más que propaganda. En 1954, un líder más conflictivo, Nikita Khrushchev, se hizo cargo de la Unión Soviética. Eisenhower se volvió cada vez más escéptico ante la posibilidad de cooperación con la Unión Soviética después de que se negó a apoyar su propuesta de Átomos para la paz, que pedía la creación de la Agencia Internacional de Energía Atómica y la creación de centrales nucleares .

#### Política de seguridad nacional

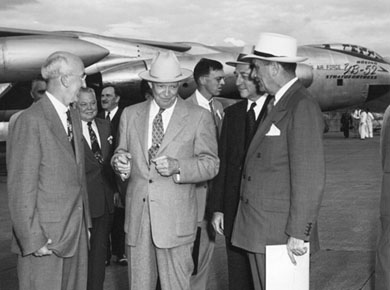
Eisenhower y miembros de su gabinete inspeccionan el prototipo YB-52 del B-52, c.1954

Eisenhower dio a conocer el New Look, su primera política de seguridad nacional, el 30 de octubre de 1953. Reflejó su preocupación por equilibrar los compromisos militares de la Guerra Fría de los Estados Unidos con los recursos financieros de la nación. La política enfatizó la dependencia de las armas nucleares estratégicas, en lugar del poder militar convencional, para disuadir las amenazas militares convencionales y nucleares. El ejército estadounidense desarrolló una estrategia de disuasión nuclear basada en la tríada de misiles balísticos intercontinentales terrestres (ICBM), bombarderos estratégicos y misiles balísticos lanzados desde submarinos (SLBM). A lo largo de su presidencia, Eisenhower insistió en tener planes para tomar represalias, luchar y ganar una guerra nuclear contra los soviéticos, aunque esperaba que nunca se sintiera obligado a usar tales armas.
Cuando terminó la guerra terrestre en Corea, Eisenhower redujo drásticamente la dependencia de costosas divisiones del Ejército. El historiador Saki Dockrill argumenta que su estrategia a largo plazo fue promover la seguridad colectiva de la OTAN y otros aliados estadounidenses, fortalecer el Tercer Mundo contra las presiones soviéticas, evitar otra Corea y producir un clima que debilitaría lenta y constantemente el poder y la influencia soviéticos. 

#### Misiles balísticos y control de armas

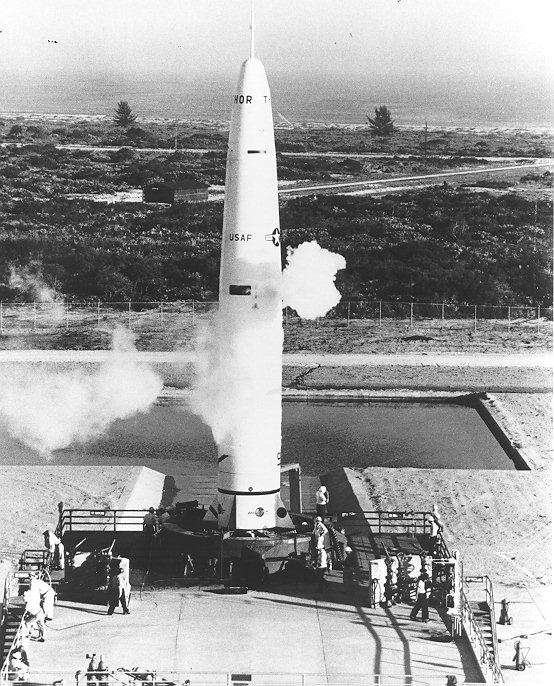
Primer lanzamiento de prueba del PGM-17 Thor desde la Estación de la Fuerza Aérea de Cabo Cañaveral Complejo espacial 17B, 25 de enero de 1957

Eisenhower ocupó el cargo durante el período en que tanto Estados Unidos como la Unión Soviética desarrollaron reservas nucleares teóricamente capaces de destruirse no solo entre sí, sino también de toda la vida en la Tierra. Estados Unidos había probado la primera bomba atómica en 1945, y ambas superpotencias habían probado armas termonucleares a fines de 1953. Los bombarderos estratégicos habían sido el método de entrega de armas nucleares anteriores, pero Eisenhower buscó crear una tríada nuclear que consistiera de misiles nucleares lanzados a tierra, submarinos armados con misiles nucleares y aviones estratégicos. A lo largo de la década de 1950, tanto Estados Unidos como la Unión Soviética desarrollaron misiles balísticos intercontinentales (ICBM) y misiles balísticos de alcance intermedio (IRBM) capaces de lanzar ojivas nucleares. Eisenhower también presidió el desarrollo del misil Polaris UGM-27, que era capaz de ser lanzado desde submarinos, y continuó financiando bombarderos de largo alcance como el Boeing B-52 Stratofortress .
En enero de 1956, la Fuerza Aérea de los Estados Unidos comenzó a desarrollar el Thor, un 1500 millas (2414,0 km) Misil balístico de alcance intermedio . El programa se desarrolló rápidamente y, a partir de 1958, el primero de los 20 escuadrones Thor de la Royal Air Force entró en funcionamiento en el Reino Unido . Este fue el primer experimento para compartir armas nucleares estratégicas en la OTAN y condujo a otras ubicaciones en el extranjero de armas nucleares estadounidenses. Los críticos en ese momento, liderados por el senador demócrata John F. Kennedy, imputaron cargos en el sentido de que había una " brecha de misiles ", es decir, Estados Unidos había caído militarmente detrás de los soviéticos debido a su liderazgo en el espacio. Los historiadores ahora descartan esas acusaciones, aunque están de acuerdo en que Eisenhower no respondió efectivamente a sus críticos. De hecho, la Unión Soviética no desplegó ICBM hasta después de que Eisenhower dejó el cargo, y Estados Unidos conservó una ventaja general en armamento nuclear. Eisenhower era consciente de la ventaja estadounidense en el desarrollo de ICBM debido a la inteligencia reunida por los aviones U-2, que habían comenzado a sobrevolar la Unión Soviética en 1956.
La administración decidió que la mejor manera de minimizar la proliferación de armas nucleares era controlar estrictamente el conocimiento de la tecnología de centrifugación de gas, que era esencial para convertir el uranio ordinario en uranio de grado armamentístico. Los diplomáticos estadounidenses en 1960 llegaron a un acuerdo con los gobiernos alemán, holandés y británico para limitar el acceso a la tecnología. La comprensión de cuatro potencias sobre el secreto de la centrifugadora de gases duraría hasta 1975, cuando el científico Abdul Qadeer Khan llevó la tecnología de centrifugadora holandesa a Pakistán. Francia buscó ayuda estadounidense para desarrollar su propio programa nuclear, pero Eisenhower rechazó estas propuestas debido a la inestabilidad de Francia y su desconfianza hacia el líder francés Charles de Gaulle.

### Fin de la guerra de Corea
Durante su campaña, Eisenhower dijo que iría a Corea para poner fin a la Guerra de Corea, que estalló en 1950 después de que Corea del Norte invadiera Corea del Sur. Estados Unidos se unió a la guerra para evitar la caída de Corea del Sur, y luego amplió la misión para incluir la victoria sobre el régimen comunista en Corea del Norte. La intervención de las fuerzas chinas a fines de 1950 llevó a un estancamiento prolongado alrededor del paralelo 38 norte.
Truman había comenzado conversaciones de paz a mediados de 1951, pero el tema de los prisioneros norcoreanos y chinos seguía siendo un punto conflictivo. Más de 40,000 prisioneros de los dos países rechazaron la repatriación, pero Corea del Norte y China exigieron su regreso. Al asumir el cargo, Eisenhower exigió una solución, advirtiéndole a China que usaría armas nucleares si la guerra continuaba. El líder surcoreano Syngman Rhee intentó descarrilar las negociaciones de paz liberando prisioneros norcoreanos que rechazaron la repatriación, pero Rhee acordó aceptar un armisticio después de que Eisenhower amenazó con retirar todas las fuerzas estadounidenses de Corea. El 27 de julio de 1953, Estados Unidos, Corea del Norte y China acordaron el Acuerdo de Armisticio de Corea, poniendo fin a la Guerra de Corea. El historiador Edward C. Keefer dice que al aceptar las demandas estadounidenses de que los prisioneros de guerra podrían negarse a regresar a su país de origen, "China y Corea del Norte todavía se tragaron la amarga píldora, probablemente forzada en parte por el ultimátum atómico". historiador William I. Hitchcock escribe que los factores clave para alcanzar el armisticio fueron el agotamiento de las fuerzas norcoreanas y el deseo de los líderes soviéticos (que ejercieron presión sobre China) para evitar la guerra nuclear.
El armisticio provocó décadas de paz incómoda entre Corea del Norte y Corea del Sur. Estados Unidos y Corea del Sur firmaron un tratado defensivo en octubre de 1953, y Estados Unidos continuaría estacionando a miles de soldados en Corea del Sur mucho después del final de la Guerra de Corea.

### Acciones encubiertas
Eisenhower, mientras aceptaba la doctrina de la contención, trató de contrarrestar a la Unión Soviética a través de medios más activos como se detalla en el informe de Defensa del Estado NSC 68. La administración Eisenhower y la Agencia Central de Inteligencia utilizaron acciones encubiertas para interferir con los presuntos gobiernos comunistas en el extranjero. Un uso temprano de la acción encubierta fue contra el primer ministro electo de Irán, Mohammed Mosaddeq, lo que resultó en el golpe de estado iraní de 1953 . La CIA también instigó el golpe de estado guatemalteco de 1954 por parte del ejército local que derrocó al presidente Jacobo Arbenz Guzmán, a quien los funcionarios estadounidenses consideraron demasiado amigable con la Unión Soviética. Los críticos han producido teorías de conspiración sobre los factores causales, pero según el historiador Stephen M. Streeter, los documentos de la CIA muestran que la United Fruit Company (UFCO) no jugó un papel importante en la decisión de Eisenhower, que la administración de Eisenhower no necesitaba ser forzada a la acción por cualquier grupo de presión, y esa influencia soviética en Guatemala fue mínima.

### Derrotando la Enmienda Bricker
En enero de 1953, el senador John W. Bricker, de Ohio, reintrodujo la Enmienda Bricker, que limitaría el tratado del presidente para otorgar poder y la capacidad de celebrar acuerdos ejecutivos con naciones extranjeras. Teme que el flujo constante de tratados internacionales y acuerdos ejecutivos posteriores a la Segunda Guerra Mundial suscritos por los EE. UU. Estén socavando la soberanía de la nación, aislacionistas unidos, demócratas conservadores, la mayoría de los republicanos y numerosos grupos profesionales y organizaciones cívicas detrás de la enmienda. Creyendo que la enmienda debilitaría al presidente a tal grado que sería imposible para los EE. UU. Ejercer el liderazgo en el escenario global, Eisenhower trabajó con el líder de la minoría del Senado Lyndon B. Johnson para derrotar la propuesta de Bricker. Aunque la enmienda comenzó con 56 copatrocinadores, fue derrotada en el Senado de los Estados Unidos en 1954 con 42-50 votos. Más tarde, en 1954, una versión diluida de la enmienda perdió la mayoría requerida de dos tercios en el Senado por un voto. Este episodio resultó ser el último hurra para los republicanos aislacionistas, ya que los conservadores más jóvenes recurrieron cada vez más a un internacionalismo basado en el anticomunismo agresivo, tipificado por el senador Barry Goldwater .

### Europa
Eisenhower buscó reducciones de tropas en Europa al compartir las responsabilidades de defensa con los aliados de la OTAN. Sin embargo, los europeos nunca confiaron en la idea de la disuasión nuclear y se mostraron reacios a alejarse de la OTAN a una Comunidad Europea de Defensa (EDC) propuesta. Al igual que Truman, Eisenhower creía que el rearme de Alemania Occidental era vital para los intereses estratégicos de la OTAN. La administración respaldó un acuerdo, ideado por Churchill y el ministro de Asuntos Exteriores británico Anthony Eden, en el que Alemania Occidental se rearmó y se convirtió en un miembro totalmente soberano de la OTAN a cambio de promesas de no establecer programas de armas atómicas, biológicas o químicas. Los líderes europeos también crearon la Unión Europea Occidental para coordinar la defensa europea. En respuesta a la integración de Alemania Occidental en la OTAN, los líderes del bloque oriental establecieron el Pacto de Varsovia . Austria, que había sido ocupada conjuntamente por la Unión Soviética y las potencias occidentales, recuperó su soberanía con el Tratado del Estado austríaco de 1955. Como parte del acuerdo que puso fin a la ocupación, Austria declaró su neutralidad después de obtener la independencia.
La administración Eisenhower dio una alta prioridad a socavar la influencia soviética en Europa del Este, y escaló una guerra de propaganda bajo el liderazgo de Charles Douglas Jackson . Estados Unidos lanzó más de 300,000 folletos de propaganda en Europa del Este entre 1951 y 1956, y Radio Free Europe envió transmisiones a toda la región. Un levantamiento de 1953 en Alemania Oriental avivó brevemente las esperanzas de la administración de una disminución de la influencia soviética, pero la URSS aplastó rápidamente la insurrección. En 1956, estalló un gran levantamiento en Hungría . Después de que el líder húngaro Imre Nagy prometiera el establecimiento de una democracia multipartidista y la retirada del Pacto de Varsovia, el líder soviético Nikita Khrushchev envió a 60,000 soldados a Hungría para aplastar la rebelión. Estados Unidos condenó enérgicamente la respuesta militar, pero no tomó medidas directas, decepcionando a muchos revolucionarios húngaros. Después de la revolución, Estados Unidos pasó de alentar la revuelta a buscar lazos culturales y económicos como un medio para socavar los regímenes comunistas. Entre las iniciativas de diplomacia cultural de la administración estaban las continuas giras de buena voluntad de los "embajadores músico-soldado" de la Orquesta Sinfónica del Séptimo Ejército.
En 1953, Eisenhower abrió relaciones con España bajo el dictador Francisco Franco. A pesar de su naturaleza antidemocrática, la posición estratégica de España a la luz de la Guerra Fría y la posición anticomunista llevaron a Eisenhower a construir una alianza comercial y militar con los españoles a través del Pacto de Madrid. Estas relaciones pusieron fin al aislamiento de España después de la Segunda Guerra Mundial, lo que a su vez condujo a un auge económico español conocido como el milagro español.

### Asia oriental y sudeste asiático

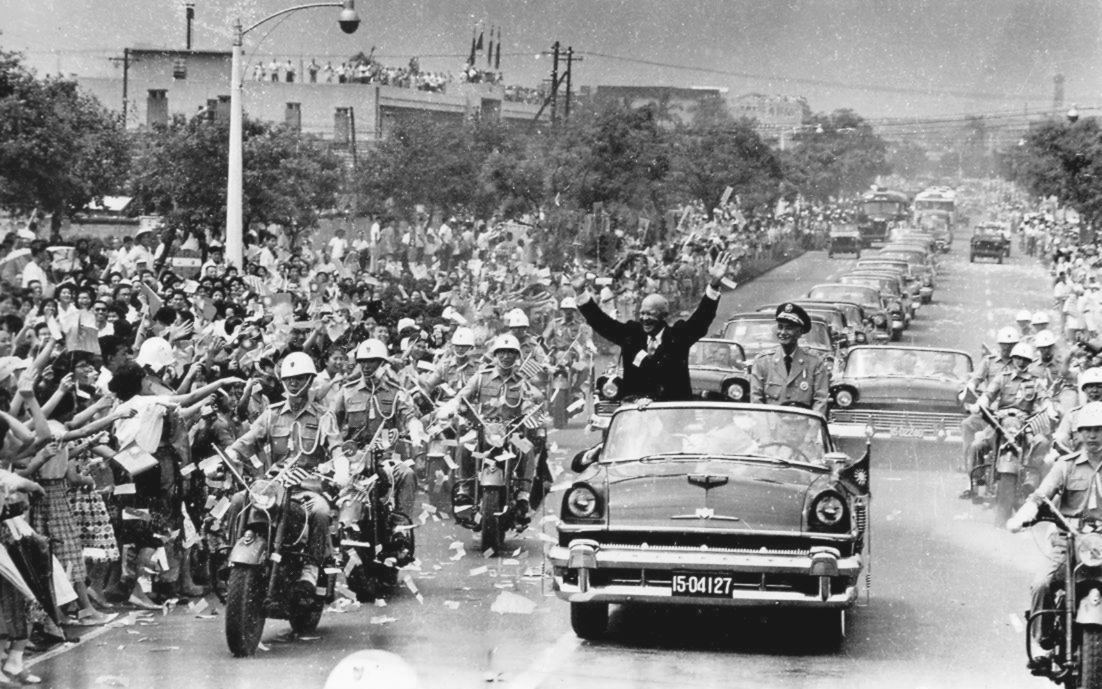
Con el presidente de la República de China, Chiang Kai-shek, Eisenhower saludó a los taiwaneses durante su visita a Taipei, Taiwán, en junio de 1960.

Después del final de la Segunda Guerra Mundial, el comunista Việt Minh lanzó una insurrección contra el Estado de Vietnam apoyado por Francia. Buscando reforzar Francia y evitar la caída de Vietnam al comunismo, las administraciones Truman y Eisenhower jugaron un papel importante en el financiamiento de las operaciones militares francesas en Vietnam. En 1954, los franceses solicitaron a Estados Unidos que interviniera en la Batalla de Dien Bien Phu, que resultaría ser la batalla culminante de la Primera Guerra de Indochina . Buscando recabar apoyo público para la intervención, Eisenhower articuló la teoría del dominó, que sostenía que la caída de Vietnam podría conducir a la caída de otros países. Como Francia se negó a comprometerse a otorgar la independencia a Vietnam, el Congreso se negó a aprobar una intervención en Vietnam, y los franceses fueron derrotados en Dien Bien Phu. En la Conferencia contemporánea de Ginebra, Dulles convenció a los líderes chinos y soviéticos de presionar a los líderes de Vietnam para aceptar la partición temporal de Vietnam; el país estaba dividido en una mitad norte comunista (bajo el liderazgo de Ho Chi Minh) y una mitad sur no comunista (bajo el liderazgo de Ngo Dinh Diem). A pesar de algunas dudas sobre la fortaleza del gobierno de Diem, la administración Eisenhower dirigió la ayuda a Vietnam del Sur con la esperanza de crear un baluarte contra una mayor expansión comunista. Con la aprobación de Eisenhower, Diem se negó a celebrar elecciones para volver a unificar Vietnam; esas elecciones habían sido programadas para 1956 como parte del acuerdo en la Conferencia de Ginebra.
El compromiso de Eisenhower en Vietnam del Sur fue parte de un programa más amplio para contener a China y la Unión Soviética en el este de Asia. En 1954, Estados Unidos y otros siete países crearon la Organización del Tratado del Sudeste Asiático (SEATO), una alianza defensiva dedicada a prevenir la propagación del comunismo en el sudeste asiático . En 1954, China comenzó a bombardear pequeñas islas frente a la costa de China continental que estaban controladas por la República de China (ROC). El bombardeo casi se convirtió en una guerra nuclear cuando Eisenhower consideró el uso de armas nucleares para evitar la invasión de Taiwán, la isla principal controlada por la República de China. La crisis terminó cuando China terminó el bombardeo y ambas partes acordaron conversaciones diplomáticas; una segunda crisis en 1958 terminaría de manera similar. Durante la primera crisis, los Estados Unidos y la República de China firmaron el Tratado de Defensa Mutua sino-estadounidense, que comprometió a los Estados Unidos a la defensa de Taiwán. La CIA también apoyó a los disidentes en el levantamiento tibetano de 1959, pero China aplastó el levantamiento.

### Medio oriente
El Medio Oriente se volvió cada vez más importante para la política exterior de los Estados Unidos durante la década de 1950. Después del golpe de estado iraní de 1953, Estados Unidos suplantó a Gran Bretaña como el aliado más influyente de Irán. Eisenhower alentó la creación del Pacto de Bagdad, una alianza militar que consiste en Turquía, Irán, Irak y Pakistán. Como lo hizo en varias otras regiones, la administración Eisenhower buscó establecer regímenes estables, amigables y anticomunistas en el mundo árabe . Estados Unidos intentó mediar en el conflicto israelí-palestino, pero la negativa de Israel a renunciar a sus ganancias de la guerra árabe-israelí de 1948 y la hostilidad árabe hacia Israel impidieron cualquier acuerdo.

#### Crisis de Suez
En 1952, una revolución liderada por Gamal Abdel Nasser derrocó al gobierno egipcio pro británico. Después de tomar el poder como Primer Ministro de Egipto en 1954, Nasser jugó contra la Unión Soviética y los Estados Unidos, buscando ayuda de ambos lados. Eisenhower buscó llevar a Nasser a la esfera de influencia estadounidense a través de la ayuda económica, pero el nacionalismo árabe de Nasser y la oposición a Israel sirvieron como fuente de fricción entre Estados Unidos y Egipto. Uno de los principales objetivos de Nasser era la construcción de la presa de Asuán, que proporcionaría una inmensa energía hidroeléctrica y ayudaría a regar gran parte de Egipto. Eisenhower intentó utilizar la ayuda estadounidense para financiar la construcción de la presa como palanca para otras áreas de la política exterior, pero las negociaciones de ayuda colapsaron. En julio de 1956, solo una semana después del colapso de las negociaciones de ayuda, Nasser nacionalizó el Canal de Suez, dirigido por los británicos, lo que provocó la crisis de Suez.
Los británicos protestaron enérgicamente por la nacionalización y formaron un plan con Francia e Israel para capturar el canal. Eisenhower se opuso a la intervención militar, y repetidamente le dijo al Primer Ministro británico Anthony Eden que Estados Unidos no toleraría una invasión. Aunque se opuso a la nacionalización del canal, Eisenhower temía que una intervención militar interrumpiría el comercio mundial y alienaría a los países del Medio Oriente de Occidente. Israel atacó a Egipto en octubre de 1956, rápidamente tomando el control de la península del Sinaí . Francia y Gran Bretaña lanzaron ataques aéreos y navales después de que Nasser se negara a renunciar a la nacionalización egipcia del canal. Nasser respondió hundiendo docenas de barcos, evitando la operación del canal. Enfurecido por los ataques, que corrían el riesgo de enviar a los estados árabes a los brazos de la Unión Soviética, la administración Eisenhower propuso un alto el fuego y utilizó la presión económica para obligar a Francia y Gran Bretaña a retirarse. El incidente marcó el final del dominio británico y francés en el Medio Oriente y abrió el camino para una mayor participación estadounidense en la región. A principios de 1958, Eisenhower utilizó la amenaza de sanciones económicas para obligar a Israel a retirarse de la península del Sinaí, y el Canal de Suez reanudó las operaciones bajo el control de Egipto.

#### Doctrina Eisenhower
En respuesta al vacío de poder en el Medio Oriente luego de la crisis de Suez, la administración Eisenhower desarrolló una nueva política diseñada para estabilizar la región contra las amenazas soviéticas o la agitación interna. Dado el colapso del prestigio británico y el aumento del interés soviético en la región, el presidente informó al Congreso el 5 de enero de 1957 que era esencial que Estados Unidos aceptara nuevas responsabilidades para la seguridad de Medio Oriente. Según la política, conocida como la Doctrina Eisenhower, cualquier país del Medio Oriente podría solicitar asistencia económica estadounidense o ayuda de las fuerzas militares estadounidenses si estuviera amenazado por una agresión armada. Aunque a Eisenhower le resultó difícil convencer a los principales estados árabes o a Israel de respaldar la doctrina, aplicó la nueva doctrina al dispensar ayuda económica para apuntalar el Reino de Jordania, alentando a los vecinos de Siria a considerar operaciones militares en su contra y enviando a EE. UU. tropas al Líbano para evitar que una revolución radical se extienda sobre ese país. Las tropas enviadas al Líbano nunca vieron ningún combate, pero el despliegue marcó el único momento durante la presidencia de Eisenhower cuando las tropas estadounidenses fueron enviadas al extranjero en una situación potencial de combate.
Douglas Little argumenta que la decisión de Washington de usar el ejército fue el resultado de la determinación de apoyar a un asediado régimen conservador pro occidental en el Líbano, repeler el pan-arabismo de Nasser y limitar la influencia soviética en la región rica en petróleo. Sin embargo, Little concluye que la acción estadounidense innecesaria trajo consecuencias negativas a largo plazo, en particular el debilitamiento de la frágil coalición política multiétnica del Líbano y la alienación del nacionalismo árabe en toda la región. Para mantener al rey pro estadounidense estadounidense Hussein de Jordania en el poder, la CIA envió millones de dólares al año en subsidios. A mediados de la década de 1950, Estados Unidos apoyó a aliados en Líbano, Irak, Turquía y Arabia Saudita y envió flotas para estar cerca de Siria. Sin embargo, 1958 se convertiría en un año difícil en la política exterior de los Estados Unidos; en 1958, Siria y Egipto se fusionaron en la "República Árabe Unida", comenzaron a ocurrir revueltas antiestadounidenses y antigubernamentales en el Líbano, lo que provocó que el presidente libanés Chamoun pidiera ayuda a Estados Unidos, y el muy pro-estadounidense Rey Feisal el 2 de Irak fue derrocado por un grupo de oficiales militares nacionalistas. Se "creía comúnmente que [Nasser] ... agitaba los disturbios en el Líbano y, tal vez, había ayudado a planificar la revolución iraquí".
Aunque la ayuda estadounidense ayudó a Líbano y Jordania a evitar la revolución, la doctrina de Eisenhower mejoró el prestigio de Nasser como el nacionalista árabe preeminente. En parte como resultado de la fallida intervención de Estados Unidos en Siria, Nasser estableció la efímera República Árabe Unida, una unión política entre Egipto y Siria. Estados Unidos también perdió un simpatizante gobierno del Medio Oriente debido al golpe de estado iraquí de 1958, que vio al Rey Faisal I reemplazado por el General Abd al-Karim Qasim como el líder de Irak.

### Asia del Sur
La partición de 1947 de la India británica creó dos nuevos estados independientes, India y Pakistán . El primer ministro indio, Jawaharlal Nehru, siguió una política no alineada en la Guerra Fría y criticó con frecuencia las políticas estadounidenses. En gran parte por el deseo de construir una fuerza militar contra la India más poblada, Pakistán buscó relaciones cercanas con los Estados Unidos, uniéndose tanto al Pacto de Bagdad como a la SEATO. Esta alianza entre Estados Unidos y Pakistán alejó a la India de los Estados Unidos, lo que provocó que la India avanzara hacia la Unión Soviética. A fines de la década de 1950, la administración Eisenhower buscó relaciones más estrechas con India, enviando ayuda para detener la crisis económica india de 1957. Al final de su administración, las relaciones entre Estados Unidos e India habían mejorado moderadamente, pero Pakistán seguía siendo el principal aliado de Estados Unidos en el sur de Asia.

### America latina
Durante gran parte de su administración, Eisenhower continuó en gran medida la política de sus predecesores en América Latina, apoyando a los gobiernos amigos de Estados Unidos, independientemente de si tenían el poder por medios autoritarios. La administración Eisenhower expandió la ayuda militar a América Latina y utilizó el panamericanismo como una herramienta para evitar la propagación de la influencia soviética. A fines de la década de 1950, varios gobiernos latinoamericanos cayeron, en parte debido a una recesión en los Estados Unidos.
Cuba estaba particularmente cerca de los Estados Unidos, y 300,000 turistas estadounidenses visitaron Cuba cada año a fines de la década de 1950. El presidente cubano, Fulgencio Batista, buscó lazos estrechos con el gobierno de los EE. UU. Y las principales empresas estadounidenses, y el crimen organizado estadounidense también tuvo una fuerte presencia en Cuba. En enero de 1959, la Revolución Cubana derrocó a Batista. El nuevo régimen, liderado por Fidel Castro, legalizó rápidamente al Partido Comunista de Cuba, lo que provocó temores de Estados Unidos de que Castro se alinearía con la Unión Soviética. Cuando Castro visitó los Estados Unidos en abril de 1959, Eisenhower se negó a reunirse con él, delegando la tarea a Nixon. A raíz de la Revolución Cubana, la administración Eisenhower comenzó a alentar un gobierno democrático en América Latina y aumentó la ayuda económica a la región. Cuando Castro se acercó a la Unión Soviética, Estados Unidos rompió relaciones diplomáticas, lanzó un embargo casi total y comenzó los preparativos para una invasión de Cuba por parte de exiliados cubanos.

### Crisis U-2
Los líderes estadounidenses y soviéticos se reunieron en la Cumbre de Ginebra de 1955, la primera cumbre desde la Conferencia de Potsdam de 1945. No se hicieron progresos en cuestiones importantes; las dos partes tenían grandes diferencias en la política alemana, y los soviéticos rechazaron la propuesta de " Cielos abiertos " de Eisenhower. A pesar de la falta de acuerdo sobre cuestiones sustantivas, la conferencia marcó el inicio de un pequeño deshielo en las relaciones de la Guerra Fría. Kruschev recorrió los Estados Unidos en 1959, y él y Eisenhower realizaron conversaciones de alto nivel sobre el desarme nuclear y el estado de Berlín . Eisenhower quería límites en las pruebas de armas nucleares y las inspecciones in situ de armas nucleares, mientras que Kruschev inicialmente buscó la eliminación total de los arsenales nucleares. Ambos querían limitar el gasto militar total y prevenir la proliferación nuclear, pero las tensiones de la Guerra Fría dificultaron las negociaciones. Hacia el final de su segundo mandato, Eisenhower estaba decidido a alcanzar un tratado de prohibición de pruebas nucleares como parte de un movimiento general hacia la distensión con la Unión Soviética. Jruschov también se había interesado cada vez más en alcanzar un acuerdo, en parte debido a la creciente división sino-soviética . Para 1960, el principal problema no resuelto eran las inspecciones in situ, ya que ambas partes buscaban prohibiciones de pruebas nucleares. Las esperanzas de alcanzar un acuerdo nuclear en una cumbre de mayo de 1960 en París se desviaron por el derribo de un avión espía estadounidense U-2 sobre la Unión Soviética.
La administración Eisenhower, inicialmente pensando que el piloto había muerto en el accidente, autorizó el lanzamiento de una historia de portada que afirmaba que el avión era un "avión de investigación meteorológica" que se había desviado involuntariamente al espacio aéreo soviético después de que el piloto transmitiera por radio "dificultades con su equipo de oxígeno". "mientras vuela sobre Turquía. Además, Eisenhower dijo que su administración no había estado espiando a la Unión Soviética; Cuando los soviéticos mostraron vivo y sin secuelas graves al piloto, el Capitán Francis Gary Powers, los estadounidenses fueron sorprendidos engañando al público, y el incidente resultó en una vergüenza internacional para los Estados Unidos.  El Comité de Relaciones Exteriores del Senado realizó una larga investigación sobre el incidente del U-2. Durante la Cumbre de París, Eisenhower acusó a Khrushchev "de sabotear esta reunión, en la que se habían apoyado muchas de las esperanzas del mundo", Más tarde, Eisenhower declaró que la cumbre se había arruinado debido a ese "estúpido negocio de U-2".

### Viajes internacionales

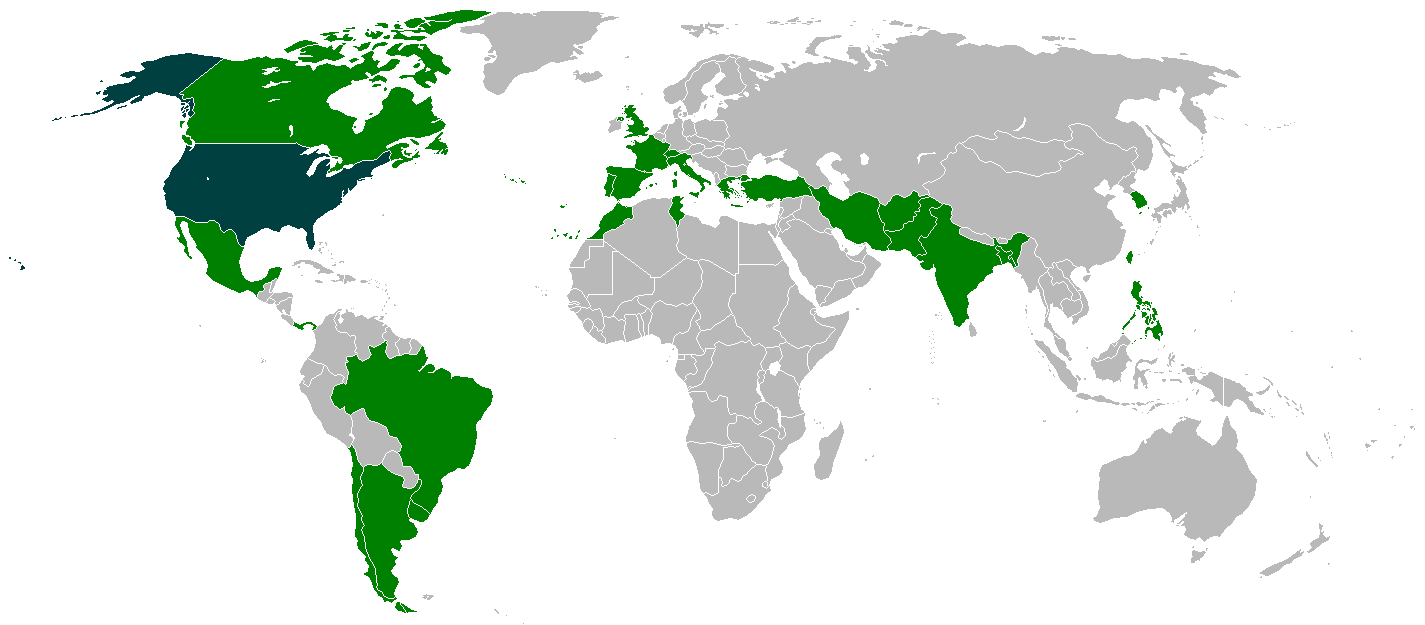
Países visitados por Eisenhower durante su presidencia.

Eisenhower hizo un viaje internacional, mientras que el presidente electo, a Corea del Sur, entre el 2 y el 5 de diciembre de 1952; visitó Seúl y la zona de combate coreana. También realizó 16 viajes internacionales a 26 naciones durante su presidencia. Entre agosto de 1959 y junio de 1960, realizó cinco giras principales, viajando a Europa, el sudeste de Asia, América del Sur, Oriente Medio y el sur de Asia. En su gira de buena voluntad "Flight to Peace", en diciembre de 1959, el Presidente visitó 11 naciones, incluidas cinco en Asia, volando 22,000 millas en 19 días. 
|    | Dates                         | Country                                                                      | Locations                                            | Details |
| -- | ----------------------------- | ---------------------------------------------------------------------------- | ---------------------------------------------------- | --- |
| 1  | December 2–5, 1952            | Bandera de Corea del Sur                                                     | Seoul                                                | Visita a la zona de combate de Corea (Visita hecha como presidente electo)                                                                                     |
| 2  | 19 de octubre de 1953         | Bandera de México                                                            | Nueva Ciudad Guerrero                                | Visita de estado. Reunión por la presa Halcón con el presidente Adolfo Ruiz Cortines.                                                                          |
| 3  | November 13–15, 1953          | Bandera de Canadá                                                            | Ottawa                                               | Visita de estado. Reunión con el gobernador general Vincent Massey y el primer ministro Louis St. Laurent.                                                     |
| 4  | December 4–8, 1953            | Bandera de Bermudas                                                          | Hamilton                                             | Presencia en la Bermuda Conference con el primer ministro británico Churchill y el primer ministro francés Joseph Laniel.                                      |
| 5  | July 16–23, 1955              | Bandera de Suiza                                                             | Ginebra                                              | Presencia en la conferencia de Ginebra con el primer ministro británico Anthony Eden, el Premier francés Edgar Faure y el Premier de la URRS Nikolai Bulganin. |
| 6  | July 21–23, 1956              | Bandera de Panamá                                                            | Panama City                                          | Presencia en la reunión de los presidentes de las repúblicas americanas.                                                                                       |
| 7  | March 20–24, 1957             | Bandera de Bermudas                                                          | Hamilton                                             | Reunión con el primer ministro Harold Macmillan. |
| 8  | December 14–19, 1957          | Bandera de Francia                                                           | París                                                | Presencia en la primera cubre de la OTAN. |
| 9  | July 8–11, 1958               | Bandera de Canadá                                                            | Ottawa                                               | Visita informal. Reunión con el gobernador general Vincent Massey y el primer ministro John Diefenbaker.                                                       |
| 10 | February 19–20, 1959          | Bandera de México                                                            | Acapulco                                             | Reunión informal con el presidente Adolfo López Mateos. |
| 11 | 26 de junio de 1959           | Bandera de Canadá                                                            | Montreal                                             | Junto a la Reina Isabel II inauguraron la St. Lawrence Seaway.                                                                                                 |
| 12 | August 26–27, 1959            | Bandera de Alemania Occidental                                               | Bonn                                                 | Reunión con el canciller Konrad Adenauer y el presidente Theodor Heuss.                                                                                        |
| 12 | August 27 – September 2, 1959 | Bandera del Reino Unido                                                      | Londres, Balmoral, Chequers                          | Visita informal. Reunión con el primer ministro Harold Macmillan y la Reina Isabel II.                                                                         |
| 12 | September 2–4, 1959           | Bandera de Francia                                                           | Paría                                                | Visita informal. Reunión con el presidente Charles de Gaulle y el primer ministro de Italia Antonio Segni.                                                     |
| 12 | September 4–7, 1959           | Bandera del Reino Unido                                                      | Castillo de Culzean                                  | Descanso antes de su vuelta a los Estados Unidos. |
| 13 | December 4–6, 1959            | Bandera de Italia                                                            | Roma                                                 | Visita informal. Reunión con el presidente Giovanni Gronchi.                                                                                                   |
| 13 | 6 de diciembre de 1959        | Bandera de Ciudad del Vaticano                                               | Palacio Apostólico                                   | Audiencia dcon el papa Juan XXIII. |
| 13 | December 6–7, 1959            | Bandera de Turquía                                                           | Ankara                                               | Visita informal. Reunión con el presidente Celal Bayar. |
| 13 | December 7–9, 1959            | Bandera de Pakistán                                                          | Karachi                                              | Visita informal. Reunión con el presidente Ayub Khan. |
| 13 | 9 de diciembre de 1959        | [[Archivo:{{{bandera alias-1931}}}\|20x20px\|border\|Bandera de Afganistán]] | Kabul                                                | Visita informal. Reunión con el rey Mohamed Zahir Shah. |
| 13 | December 9–14, 1959           | Bandera de la India                                                          | New Delhi, Agra                                      | Reunión con el presidente Rajendra Prasad y el primer ministro Jawaharlal Nehru. Se dirige al parlamento.                                                      |
| 13 | 14 de diciembre de 1959       | Bandera de Irán                                                              | Tehran                                               | Reunión con el Shah Mohammad Reza Pahlavi. Se dirige a la Asamblea Constitutiva Islámica.                                                                      |
| 13 | December 14–15, 1959          | Bandera de Grecia                                                            | Atenas                                               | Visita oficial. Reunión con el Rey Pablo I y el primer ministro Konstantinos Karamanlis. Se dirige al Consejo de los Helenos.                                  |
| 13 | 17 de diciembre de 1959       | Bandera de Túnez                                                             | Túnez                                                | Reunión con el presidente Habib Bourguiba. |
| 13 | December 18–21, 1959          | Bandera de Francia                                                           | Toulon, Paris                                        | Conferencia con el presidente Charles de Gaulle, el primer ministro británico Harold Macmillan y el canciller alemán Konrad Adenauer.                          |
| 13 | December 21–22, 1959          | Bandera de España                                                            | Madrid                                               | Reunión con el general Francisco Franco. |
| 13 | 22 de diciembre de 1959       | Bandera de Marruecos                                                         | Casablanca                                           | Reunión con el Rey Mohammed V. |
| 14 | February 23–26, 1960          | Bandera de Brasil                                                            | Brasília, Rio de Janeiro, São Paulo                  | Reunión con el presidente Juscelino Kubitschek. |
| 14 | February 26–29, 1960          | Bandera de Argentina                                                         | Buenos Aires, Mar del Plata, San Carlos de Bariloche | Reunión con el presidente Arturo Frondizi. |
| 14 | February 29 – March 2, 1960   | Bandera de Chile                                                             | Santiago                                             | Reunión con el presidente Jorge Alessandri. |
| 14 | March 2–3, 1960               | Bandera de Uruguay                                                           | Montevideo                                           | Reunión con el presidente Benito Nardone. |
| 15 | May 15–19, 1960               | Bandera de Francia                                                           | Paris                                                | Conferencia con el presidente Charles de Gaulle, el primer ministro británico Harold Macmillan y el Premier de la URRS Nikita Khrushchev.                      |
| 15 | May 19–20, 1960               | Bandera de Portugal                                                          | Lisbon                                               | Reunión oficial. Reunión con el presidente Américo Tomás. |
| 16 | June 14–16, 1960              | Bandera de Filipinas                                                         | Manila                                               | Visita de estado. Reunión con el presidente Carlos P. Garcia.                                                                                                  |
| 16 | June 18–19, 1960              | Bandera de Taiwán                                                            | Taipei                                               | Visita de estado. Reunión con el presidente Chiang Kai-shek.                                                                                                   |
| 16 | June 19–20, 1960              | Bandera de Corea del Sur                                                     | Seúl                                                 | Reunión con el presidente Heo Jeong. |
| 17 | 24 de octubre de 1960         | Bandera de México                                                            | Ciudad Acuña                                         | Reunión informal con el presidente Adolfo López Mateos. |

## Asuntos domésticos

### Republicanismo moderno

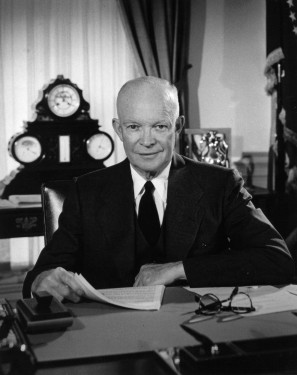
Eisenhower en la Oficina Oval, 29 de febrero de 1956.

El enfoque de Eisenhower a la política fue descrito por los contemporáneos como "republicanismo moderno", que ocupó un punto medio entre el liberalismo del New Deal y el conservadurismo de la vieja guardia del partido republicano. Un fuerte desempeño en las elecciones de 1952 dio a los republicanos mayorías estrechas en ambas cámaras del 83º Congreso de los Estados Unidos . Dirigida por Taft, la facción conservadora presentó numerosos proyectos de ley para reducir el papel del gobierno federal en la vida estadounidense. Aunque Eisenhower estaba a favor de una reducción de las funciones del gobierno federal y se había opuesto firmemente al trato justo del presidente Truman, apoyó la continuación de la Seguridad Social y otros programas del New Deal que consideraba beneficiosos para el bien común. Eisenhower presidió una reducción en el gasto interno y redujo el papel del gobierno en el subsidio de la agricultura a través de la aprobación de la Ley Agrícola de 1954, pero no abogó por la abolición de los principales programas del New Deal como el Seguro Social o el Tennessee Valley Authority, y estos programas se mantuvieron vigentes durante su mandato como presidente.
Los republicanos perdieron el control del Congreso en las elecciones de mitad de período de 1954, y no recuperarían el control de ninguna de las cámaras hasta mucho después de que Eisenhower dejara el cargo. La postura mayoritariamente no partidista de Eisenhower le permitió trabajar sin problemas con el presidente de la Cámara de Representantes Sam Rayburn y el líder de la mayoría del Senado, Lyndon Johnson . Aunque los miembros liberales del Congreso como Hubert Humphrey y Paul Douglas estaban a favor de ampliar la ayuda federal a la educación, implementar un sistema nacional de seguro de salud y dirigir la asistencia federal a las áreas empobrecidas, Rayburn y Johnson aceptaron en gran medida las políticas internas relativamente conservadoras de Eisenhower. En su propio partido, Eisenhower mantuvo un fuerte apoyo con los moderados, pero con frecuencia se enfrentaba con miembros conservadores del Congreso, especialmente sobre política exterior.

### Política fiscal y economía
| Año         | Ingresos | Desembolsos | Superávit/ Déficit | PIB     | La deuda como % del PIB |
| ----------- | -------- | ----------- | ------------------ | ------- | ----------------------- |
| 1953        | 69,6     | 76,1        | -6,5               | 382,5   | 57,1                    |
| 1954        | 69,7     | 70,9        | -1,2               | 387,7   | 57,9                    |
| 1955        | 65,5     | 68,4        | -3,0               | 407,0   | 55,7                    |
| 1956        | 74,6     | 70,6        | 3.9                | 439,0   | 50,6                    |
| 1957        | 80,0     | 76,6        | 3.4                | 464,2   | 47,2                    |
| 1958        | 79,6     | 82,4        | -2,8               | 474,3   | 47,7                    |
| 1959        | 79,2     | 92,1        | -12,8              | 505,6   | 46,4                    |
| 1960        | 92,5     | 92,2        | 0,3                | 535,1   | 44,3                    |
| 1961        | 94,4     | 97,8        | -3,3               | 547,6   | 43,5                    |
| Referencia. | [ 127 ]  | [ 127 ]     | [ 127 ]            | [ 128 ] | [ 129 ]                 |

Eisenhower era un conservador fiscal cuyas opiniones políticas eran similares a las de Taft: acordaron que una economía de libre empresa debería funcionar por sí misma. Sin embargo, a lo largo de la presidencia de Eisenhower, la tasa impositiva marginal más alta fue del 91 por ciento, una de las más altas en la historia de Estados Unidos. Cuando los republicanos obtuvieron el control de ambas cámaras del Congreso después de las elecciones de 1952, los conservadores presionaron al presidente para que apoyara los recortes de impuestos. Sin embargo, Eisenhower otorgó una mayor prioridad al equilibrio del presupuesto y se negó a reducir los impuestos "hasta que tengamos a la vista un programa de gastos que demuestre que los factores de ingresos y egresos serán equilibrados". Eisenhower mantuvo la deuda nacional baja y la inflación cerca de cero; tres de sus ocho presupuestos tenían un excedente
La década de 1950 fue un período de expansión económica en los Estados Unidos, y el producto nacional bruto aumentó de $ 355.3 mil millones en 1950 a $ 487.7 mil millones en 1960. Las tasas de desempleo también fueron generalmente bajas, excepto en 1958. Hubo tres recesiones durante Administración de Eisenhower: julio de 1953 hasta mayo de 1954, agosto de 1957 hasta abril de 1958 y abril de 1960 hasta febrero de 1961, debido a que la Reserva Federal redujo demasiado la oferta de dinero en un esfuerzo por reducir la persistente inflación de tiempos de guerra. Mientras tanto, el gasto federal como porcentaje del PIB cayó del 20.4 al 18.4 por ciento; desde entonces, no ha habido una disminución de ningún tamaño en el gasto federal como porcentaje del PIB durante ninguna administración. El gasto en defensa disminuyó de $ 50.4 mil millones en el año fiscal 1953 a $ 40.3 mil millones en el año fiscal 1956, pero luego aumentó a $ 46.6 mil millones en el año fiscal 1959. Aunque el gasto en defensa disminuyó en comparación con los últimos años de la administración Truman, defensa El gasto bajo Eisenhower permaneció mucho más alto de lo que había sido antes de la Guerra de Corea y representaba consistentemente al menos el diez por ciento del producto interno bruto de los Estados Unidos. El mercado de valores funcionó muy bien mientras Eisenhower estaba en la Casa Blanca, con el Dow Jones Industrial Average más del doble (de 288 a 634), y el ingreso personal aumentó en un 45 por ciento.  Debido a los préstamos gubernamentales de bajo costo, la introducción de la tarjeta de crédito y otros factores, la deuda privada total (sin incluir las corporaciones) creció de $ 104.8 mil millones en 1950 a $ 263.3 mil millones en 1960.

### Inmigración
A principios de la década de 1950, los grupos étnicos en los Estados Unidos se movilizaron para liberalizar la admisión de refugiados de Europa que habían sido desplazados por la guerra y el Telón de Acero. El resultado fue la Ley de Ayuda a los Refugiados de 1953, que permitió la admisión de 214,000 inmigrantes a los Estados Unidos desde países europeos entre 1953 y 1956, más allá de las cuotas de inmigración existentes. Las antiguas cuotas eran bastante pequeñas para Italia y Europa del Este, pero esas áreas recibieron prioridad en la nueva ley. Los 60,000 italianos fueron el grupo más grande de refugiados. A pesar de la llegada de los refugiados, el porcentaje de individuos nacidos en el extranjero continuó disminuyendo, ya que las llegadas anteriores a 1914 se extinguieron, cayendo al 5.4% en 1960. El porcentaje de individuos nacidos en el país con al menos un extranjero. el padre nacido también cayó a un nuevo mínimo, en 13.4 por ciento.
En respuesta a la protesta pública, principalmente de California, sobre los costos percibidos de los servicios para los inmigrantes ilegales de México, el presidente le encargó a Joseph Swing, Director del Servicio de Inmigración y Naturalización de EE. UU ., La tarea de recuperar el control de la frontera . El 17 de junio de 1954, Swing lanzó la Operación Wetback, el rodeo y la deportación de inmigrantes indocumentados en áreas seleccionadas de California, Arizona y Texas. La Patrulla Fronteriza de los Estados Unidos informó más tarde que más de 1.3 millones de personas (un número visto por muchos como inflados) fueron deportados o abandonaron los Estados Unidos voluntariamente bajo la amenaza de deportación en 1954. Mientras tanto, el número de mexicanos que inmigraron legalmente desde México creció rápidamente durante este período, de 18,454 en 1953 a 65,047 en 1956.

### Macartismo
Con el inicio de la Guerra Fría, la Cámara de Representantes estableció el Comité de Actividades Antiamericanas de la Cámara para investigar presuntas actividades desleales, y un nuevo comité del Senado convirtió al senador Joseph McCarthy de Wisconsin en un líder nacional y homónimo del movimiento anticomunista. Aunque McCarthy siguió siendo una figura popular cuando Eisenhower asumió el cargo, sus constantes ataques contra el Departamento de Estado y el ejército, y su despreocupación temeraria por el debido proceso, ofendieron a muchos estadounidenses. En privado, Eisenhower despreciaba a McCarthy y sus tácticas, escribiendo: "Desprecio [las tácticas de McCarthy], e incluso durante la campaña política del '52 no solo dije públicamente (y en privado a él) que desaprobaba esos métodos, pero lo hice en su propio estado ". La renuencia de Eisenhower a oponerse públicamente a McCarthy provocó críticas incluso de muchos de los propios asesores de Eisenhower, pero el presidente trabajó de incógnito para debilitar al popular senador de Wisconsin. A principios de 1954, después de que McCarthy intensificara su investigación sobre el ejército, Eisenhower se movió contra McCarthy al publicar un informe que indicaba que McCarthy había presionado al ejército para otorgar privilegios especiales a un asociado, G. David Schine . Eisenhower también se negó a permitir que los miembros del poder ejecutivo testificaran en las audiencias del Ejército-McCarthy, lo que contribuyó al colapso de esas audiencias. Después de esas audiencias, el senador Ralph Flanders presentó una medida exitosa para censurar a McCarthy; Los demócratas del Senado votaron unánimemente por la censura, mientras que la mitad de los republicanos del Senado votaron a favor. La censura puso fin al estatus de McCarthy como un jugador importante en la política nacional, y murió de insuficiencia hepática en 1957.
Aunque no estaba de acuerdo con McCarthy en tácticas, Eisenhower consideró que la infiltración comunista era una amenaza seria, y autorizó a los jefes de departamento a despedir empleados si había motivos para creer que esos empleados podrían ser desleales a Estados Unidos. Bajo la dirección de Dulles, el Departamento de Estado purgó a más de 500 empleados. Con la aprobación de Eisenhower, la Oficina Federal de Investigaciones (FBI) intensificó los esfuerzos de vigilancia interna, estableciendo COINTELPRO en 1956. En 1957, la Corte Suprema dictó una serie de decisiones que reforzaban las protecciones constitucionales y frenaban el poder de la Ley Smith, que resultó en una disminución de los procesamientos de presuntos comunistas a fines de la década de 1950.
En 1953, Eisenhower se negó a conmutar las penas de muerte de Julius y Ethel Rosenberg, dos ciudadanos estadounidenses que fueron condenados en 1951 por proporcionar secretos nucleares a la Unión Soviética. Esto provocó un estallido mundial de piquetes y manifestaciones a favor de los Rosenberg, junto con editoriales en periódicos pro estadounidenses y una petición de clemencia del Papa. Eisenhower, apoyado por la opinión pública y los medios de comunicación en su país, ignoró la demanda en el extranjero. Los Rosenbergs fueron ejecutados a través de una silla eléctrica en julio de 1953. 

### Derechos civiles

#### Primer periodo
En la década de 1950, los afroamericanos en el sur enfrentaron la privación masiva de sus derechos y escuelas, baños y fuentes de agua segregados racialmente . Incluso fuera del Sur, los afroamericanos enfrentaron discriminación laboral, discriminación de vivienda y altas tasas de pobreza y desempleo. Los derechos civiles se habían convertido en un importante problema nacional y mundial en la década de 1940, en parte debido al ejemplo negativo establecido por la Alemania nazi . La segregación dañó las relaciones con los países africanos, socavaron los llamados estadounidenses a la descolonización y surgió como un tema importante en la propaganda soviética. Truman había comenzado el proceso de desegregación de las Fuerzas Armadas en 1948, pero la implementación real había sido lenta. Los demócratas del sur se resistieron fuertemente a la integración, y muchos líderes del sur respaldaron a Eisenhower en 1952 después de que este último indicara su oposición a los esfuerzos federales para obligar a la integración.
Al asumir el cargo, Eisenhower se movió rápidamente para poner fin a la resistencia a la desagregación de las fuerzas armadas al utilizar el control gubernamental del gasto para obligar al cumplimiento de los oficiales militares. "Dondequiera que se gasten fondos federales", dijo a los periodistas en marzo, "no veo cómo ningún estadounidense pueda justificar una discriminación en el gasto de esos fondos". Más tarde, cuando el Secretario de la Marina Robert B. Anderson declaró en un informe: "La Marina debe reconocer las costumbres y usos que prevalecen en ciertas áreas geográficas de nuestro país en las que la Marina no participó en la creación", respondió Eisenhower, "No hemos tomado y no daremos un solo paso atrás. No debe haber ciudadanos de segunda clase en este país ". Eisenhower también buscó poner fin a la discriminación en la contratación federal y en las instalaciones de Washington, DC. A pesar de estas acciones, Eisenhower continuó resistiéndose a involucrarse en la expansión de los derechos de voto, la desagregación de la educación pública o la erradicación de la discriminación laboral. E. Frederic Morrow, el único miembro negro del personal de la Casa Blanca, se reunió solo ocasionalmente con Eisenhower, y tuvo la impresión de que Eisenhower tenía poco interés en comprender la vida de los afroamericanos.
El 17 de mayo de 1954, la Corte Suprema dictó su fallo histórico en Brown v. Board of Education, declarando que las leyes estatales que establecen escuelas públicas separadas para estudiantes blancos y negros son inconstitucionales. En privado, Eisenhower desaprobó la posesión de la Corte Suprema, afirmando que creía que "retrasó el progreso en el sur al menos quince años". La respuesta pública del presidente fue helada: "La Corte Suprema ha hablado y he jurado defender los procesos constitucionales en este país; y obedeceré". Durante los siguientes seis años de su presidencia, señala el autor Robert Caro, Eisenhower nunca "respaldaría públicamente el fallo; ni una sola vez diría que Brown tenía la razón moral". Su silencio dejó a los líderes de los derechos civiles con la impresión de que a Ike no le importaba mucho la difícil situación de los negros en Estados Unidos, y sirvió como una fuente de aliento para los segregacionistas que prometieron resistir la desegregación escolar. Estos segregacionistas, incluido el Ku Klux Klan, llevaron a cabo una campaña de " resistencia masiva ", oponiéndose violentamente a aquellos que buscaban desagregar la educación pública en el Sur. En 1956, la mayoría de los miembros del Congreso del Sur firmaron el Manifiesto del Sur, que pedía el derrocamiento de Brown .

#### Segundo período
A medida que los líderes del sur continuaron resistiendo la desegregación, Eisenhower buscó calmar los llamados a una acción federal más fuerte mediante la introducción de un proyecto de ley de derechos civiles. El proyecto de ley incluía disposiciones diseñadas para aumentar la protección de los derechos de voto afroamericanos; aproximadamente el 80% de los afroamericanos fueron privados de sus derechos a mediados de la década de 1950. El proyecto de ley de derechos civiles pasó a la Cámara con relativa facilidad, pero se enfrentó a una fuerte oposición en el Senado por parte de los sureños, y el proyecto de ley se aprobó solo después de que se eliminaron muchas de sus disposiciones originales. Aunque algunos líderes negros lo instaron a rechazar el proyecto de ley diluido como inadecuado, Eisenhower firmó la Ley de Derechos Civiles de 1957 . Fue la primera ley federal diseñada para proteger a los afroamericanos desde el final de la Reconstrucción . La ley creó la Comisión de Derechos Civiles de los Estados Unidos y estableció una división de derechos civiles en el Departamento de Justicia, pero también requirió que los acusados en casos de derechos de voto reciban un juicio con jurado . La inclusión de la última disposición hizo que el acto fuera ineficaz, ya que los jurados blancos en el Sur no votarían para condenar a los acusados por interferir con los derechos de voto de los afroamericanos.
Eisenhower esperaba que la aprobación de la Ley de Derechos Civiles, al menos temporalmente, eliminaría la cuestión de los derechos civiles de la vanguardia de la política nacional, pero los eventos en Arkansas lo obligarían a actuar. La junta escolar de Little Rock, Arkansas, creó un plan de desegregación aprobado por la corte federal, con el programa para comenzar la implementación en Little Rock Central High School . Temiendo que la desagregación complicaría sus esfuerzos de reelección, el gobernador Orval Faubus movilizó a la Guardia Nacional para evitar que nueve estudiantes negros, conocidos como " Little Rock Nine ", ingresen a Central High. Aunque Eisenhower no había abrazado por completo la causa de los derechos civiles, estaba decidido a defender la autoridad federal y evitar un incidente que pudiera avergonzar a los Estados Unidos en el escenario internacional. Eisenhower convenció a Faubus para que retirara la Guardia Nacional, pero una multitud impidió que los estudiantes negros asistieran a Central High. En respuesta, Eisenhower envió al ejército a Little Rock, y el ejército se aseguró de que Little Rock Nine pudiera asistir a Central High. Faubus se burló de las acciones de Eisenhower, alegando que Little Rock se había convertido en "territorio ocupado", y en 1958 cerró temporalmente las escuelas secundarias de Little Rock.
Hacia el final de su segundo mandato, Eisenhower propuso otro proyecto de ley de derechos civiles diseñado para ayudar a proteger los derechos de voto, pero el Congreso una vez más aprobó un proyecto de ley con disposiciones más débiles de lo que Eisenhower había solicitado. Eisenhower firmó el proyecto de ley como la Ley de Derechos Civiles de 1960 . En 1960, el 6.4% de los estudiantes negros del sur asistían a escuelas integradas y miles de votantes negros se habían inscrito para votar, pero millones de afroamericanos seguían privados de sus derechos.

#### Terror lila
La administración de Eisenhower contribuyó al Terror lila. con el presidente Eisenhower emitiendo su Orden ejecutiva 10450 en 1953. Durante la presidencia de Eisenhower, miles de solicitantes lesbianas y homosexuales fueron excluidos del empleo federal y más de 5.000 empleados federales fueron despedidos bajo sospechas de ser homosexuales. De 1947 a 1961, el número de despidos basados en la orientación sexual fue mucho mayor que el de los miembros del partido comunista,  y los funcionarios del gobierno hicieron campaña intencionalmente para hacer que "homosexual" fuera sinónimo de "traidor comunista" de modo que las personas LGBT fueran tratadas como una amenaza a la seguridad nacional derivada de la creencia de que eran susceptibles de chantaje y explotación.

### Sistema de carreteras interestatales

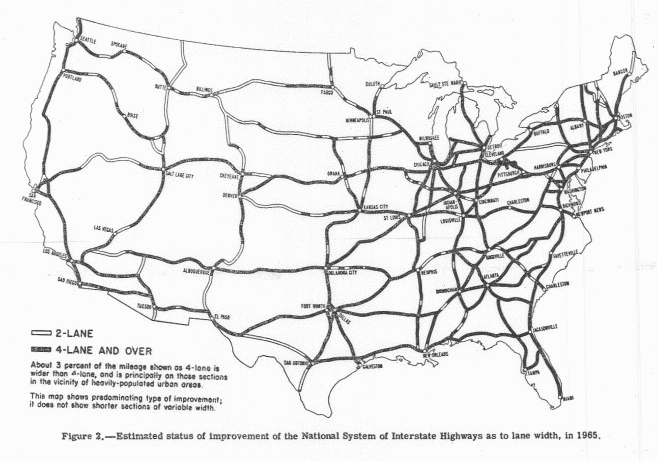
Mapa de 1955: el estado planificado de las autopistas de EE. UU. En 1965, como resultado del desarrollo del sistema de autopistas interestatales

Uno de los logros perdurables de Eisenhower fue el Sistema de Autopistas Interestatales, que el Congreso autorizó a través de la Ley de Autopistas de Ayuda Federal de 1956 . El historiador James T. Patterson describe el acto como la "única ley importante" aprobada durante el primer mandato de Eisenhower, aparte de la expansión de la Seguridad Social. En 1954, Eisenhower designó al general Lucius D. Clay para encabezar un comité encargado de proponer un plan de sistema de autopistas interestatales. El apoyo del presidente al proyecto fue influenciado por sus experiencias como un joven oficial del ejército que cruzó el país como parte del convoy del ejército de 1919 .
El comité de Clay propuso un programa de 10 años y $ 100 mil millones, que construiría 40,000 millas de carreteras divididas que unen a todas las ciudades estadounidenses con una población de más de 50,000. Eisenhower inicialmente prefirió un sistema que consistiera en carreteras de peaje, pero Clay convenció a Eisenhower de que las carreteras de peaje no eran factibles fuera de las regiones costeras altamente pobladas. En febrero de 1955, Eisenhower envió la propuesta de Clay al Congreso. El proyecto de ley rápidamente obtuvo aprobación en el Senado, pero los demócratas de la Cámara de Representantes se opusieron al uso de bonos públicos como medio para financiar la construcción. Eisenhower y los demócratas de la Cámara de Representantes acordaron financiar el sistema a través del Fondo Fiduciario de Carreteras, que a su vez sería financiado por un impuesto a la gasolina. Otro importante proyecto de infraestructura, el Saint Lawrence Seaway, también se completó durante la presidencia de Eisenhower.
En perspectiva a largo plazo, el sistema de autopistas interestatales fue un éxito notable, que ha hizo mucho para mantener la reputación positiva de Eisenhower. Aunque ha habido objeciones al impacto negativo de la limpieza de barrios en las ciudades, el sistema ha sido bien recibido. El sistema ferroviario para pasajeros y carga se redujo drásticamente, pero el transporte por camión se expandió dramáticamente y el costo de envío y viaje se redujo drásticamente. La suburbanización se hizo posible, con el rápido crecimiento de viviendas más accesibles, más grandes y más baratas que las disponibles en las ciudades centrales superpobladas. El turismo también se expandió dramáticamente, creando una demanda de más estaciones de servicio, moteles, restaurantes y atracciones para los visitantes. Hubo mucho más movimiento de larga distancia al Sunbelt para vacaciones de invierno, o para reubicación permanente, con acceso conveniente a visitas a familiares en casa. En las zonas rurales, los pueblos y las pequeñas ciudades fuera de la red se perdieron cuando los compradores siguieron la interestatal y se ubicaron nuevas fábricas cerca de ellos.

### Programa espacial y educación
En 1955, en anuncios separados con cuatro días de diferencia, tanto Estados Unidos como la Unión Soviética anunciaron públicamente que lanzarían satélites artificiales de la Tierra en los próximos años. El anuncio del 29 de julio de la Casa Blanca declaró que los Estados Unidos lanzarían "pequeños satélites que circundan la Tierra" entre el 1 de julio de 1957 y el 31 de diciembre de 1958, como parte de la contribución estadounidense al Año Geofísico Internacional . estadounidenses quedaron asombrados cuando el 4 de octubre de 1957, la Unión Soviética lanzó su satélite Sputnik 1 en órbita Tres meses después, una prueba televisiva nacional del misil Vanguard TV3 estadounidense falló de una manera vergonzosa; el misil fue referido graciosamente como "Flopnik" y "Stay-putnik".
Para muchos, el éxito del programa de satélites soviéticos sugirió que la Unión Soviética había dado un salto sustancial en la tecnología que representaba una seria amenaza para la seguridad nacional de los Estados Unidos. Si bien Eisenhower inicialmente restó importancia a la gravedad del lanzamiento soviético, creció el miedo y la ansiedad públicos sobre la brecha tecnológica percibida. Los estadounidenses se apresuraron a construir refugios para bombas nucleares, mientras que la Unión Soviética se jactó de su nueva superioridad como potencia mundial. El presidente, como observó el primer ministro británico Harold Macmillan durante una visita a Estados Unidos en junio de 1958, estaba "bajo un severo ataque por primera vez" en su presidencia. economista Bernard Baruch escribió en una carta abierta al New York Herald Tribune titulada "Las lecciones de la derrota": "Mientras dedicamos nuestro poder industrial y tecnológico a la producción de nuevos modelos de automóviles y más dispositivos, la Unión Soviética está conquistando el espacio. . . . Es Rusia, no Estados Unidos, quien ha tenido la imaginación para enganchar su carro a las estrellas y la habilidad para alcanzar la luna y casi agarrarla. Estados Unidos está preocupado. Debería ser ".
El lanzamiento impulsó una serie de iniciativas del gobierno federal que van desde la defensa hasta la educación. Se puso un énfasis renovado en el programa Exploradores (que anteriormente había sido suplantado por el Proyecto Vanguard ) para lanzar un satélite estadounidense en órbita; Esto se logró el 31 de enero de 1958 con el exitoso lanzamiento de Explorer 1 . En febrero de 1958, Eisenhower autorizó la formación de la Agencia de Proyectos de Investigación Avanzada, más tarde renombrada Agencia de Proyectos de Investigación Avanzada de Defensa (DARPA), dentro del Departamento de Defensa para desarrollar tecnologías emergentes para el ejército estadounidense. El primer gran proyecto de la nueva agencia fue el satélite Corona, que fue diseñado para reemplazar el avión espía U-2 como fuente de evidencia fotográfica. El 29 de julio de 1958, firmó la Ley Nacional de Aeronáutica y del Espacio, que estableció la NASA como una agencia espacial civil. La NASA se hizo cargo de la investigación de tecnología espacial iniciada por DARPA, así como del programa satelital tripulado de la fuerza aérea, Man In Space Soonest, que pasó a llamarse Proyecto Mercurio . Los primeros siete astronautas del proyecto fueron anunciados el 9 de abril de 1959.
En septiembre de 1958, el presidente promulgó la Ley de Educación de Defensa Nacional, un programa de cuatro años que invirtió miles de millones de dólares en el sistema educativo de los Estados Unidos. En 1953, el gobierno gastó $ 153 millones y las universidades tomaron $ 10 millones de esa financiación; sin embargo, en 1960 el financiamiento combinado se multiplicó casi seis veces como resultado. Mientras tanto, a fines de la década de 1950 y hasta la década de 1960, la NASA, el Departamento de Defensa y varias corporaciones del sector privado desarrollaron múltiples programas de investigación y desarrollo de satélites de comunicaciones.

### Sindicatos
La membresía sindical alcanzó su punto máximo a mediados de la década de 1950, cuando los sindicatos consistían en aproximadamente una cuarta parte de la fuerza laboral total. El Congreso de Organizaciones Industriales y la Federación Estadounidense del Trabajo se fusionaron en 1955 para formar la AFL – CIO, la mayor federación de sindicatos en los Estados Unidos. A diferencia de algunos de sus predecesores, el líder de AFL-CIO George Meany no enfatizó la organización de trabajadores no calificados y trabajadores en el sur. A fines de la década de 1940 y la década de 1950, tanto la comunidad empresarial como los republicanos locales buscaron debilitar a los sindicatos, en parte porque jugaron un papel importante en la financiación y la campaña para los candidatos demócratas. La administración Eisenhower también trabajó para consolidar el potencial antisindical inherente a la Ley Taft-Hartley de 1947. Los republicanos buscaron deslegitimar a los sindicatos enfocándose en sus actividades sospechosas, y el Departamento de Justicia, el Departamento de Trabajo y el Congreso llevaron a cabo investigaciones sobre actividades criminales y crimen organizado en sindicatos laborales de alto perfil, especialmente el sindicato Teamsters . En enero de 1957 se creó un comité selecto del Senado, el Comité McClellan, y sus audiencias se dirigieron al presidente de la Unión de Teamsters James R. Hoffa como enemigo público. Las encuestas de opinión pública mostraron una creciente desconfianza hacia los sindicatos, y especialmente a los líderes sindicales, o "jefes sindicales", como los llamaron los republicanos. La Coalición Conservadora bipartidista, con el apoyo de liberales como los hermanos Kennedy, ganó nuevas restricciones del Congreso sobre el trabajo organizado en la Ley Landrum-Griffin de 1959. El impacto principal de ese acto fue forzar más democracia en las jerarquías sindicales previamente autoritarias. Sin embargo, en las elecciones de 1958, los sindicatos contraatacaron las leyes estatales sobre el derecho al trabajo y derrotaron a muchos republicanos conservadores.

### Elecciones de mitad de período de 1958
La economía comenzó a declinar a mediados de 1957 y alcanzó su punto más bajo a principios de 1958. La recesión de 1958 fue la peor recesión económica de la tenencia de Eisenhower, ya que la tasa de desempleo alcanzó un máximo del 7,5%. La economía pobre, el Sputnik, la intervención federal en Little Rock y una disputa por la batalla presupuestaria minaron la popularidad de Eisenhower, y las encuestas de Gallup mostraron que su índice de aprobación cayó del 79 por ciento en febrero de 1957 al 52 por ciento en marzo de 1958. Una controversia estalló a mediados de 1958 después de que un subcomité de la Cámara descubriera que el Jefe de Gabinete de la Casa Blanca, Sherman Adams, había aceptado un obsequio costoso de Bernard Goldfine, fabricante de textiles bajo investigación de la Comisión Federal de Comercio (FTC). Adams negó la acusación de haber interferido con la investigación de la FTC en nombre de Goldfine, pero Eisenhower lo obligó a renunciar en septiembre de 1958. A medida que se acercaban las elecciones de mitad de período de 1958, los demócratas atacaron a Eisenhower por la carrera espacial, la controversia relacionada a Adams y otros problemas, pero el mayor problema de la campaña fue la economía, que aún no se había recuperado por completo. Los republicanos sufrieron grandes derrotas en las elecciones, ya que los demócratas obtuvieron más de cuarenta escaños en la Cámara y más de diez escaños en el Senado. Varios republicanos destacados, incluidos Bricker y el líder de la minoría del Senado William Knowland, perdieron sus campañas de reelección.

### Vigésima tercera enmienda
Según las normas constitucionales originales que rigen el Colegio Electoral, los electores presidenciales se distribuyeron solo a los estados . Como resultado, el Distrito de Columbia fue excluido del proceso de elección presidencial. Varias enmiendas constitucionales para proporcionar a los ciudadanos del distrito los derechos de voto apropiados en las elecciones nacionales para presidente y vicepresidente se introdujeron en el Congreso durante la década de 1950. Eisenhower fue un defensor persistente de los derechos de voto de los residentes de DC. El 16 de junio de 1960, el 86 ° Congreso aprobó una enmienda constitucional que extiende el derecho de voto en las elecciones presidenciales a los ciudadanos que residen en el Distrito de Columbia al otorgar a los electores de distrito en el Colegio Electoral, como si fuera un estado. Después de que el número requerido de legislaturas estatales ratificara la enmienda propuesta, se convirtió en la Vigésima tercera Enmienda a la Constitución de los Estados Unidos el 29 de marzo de 1961.

### Estados admitidos en la Unión

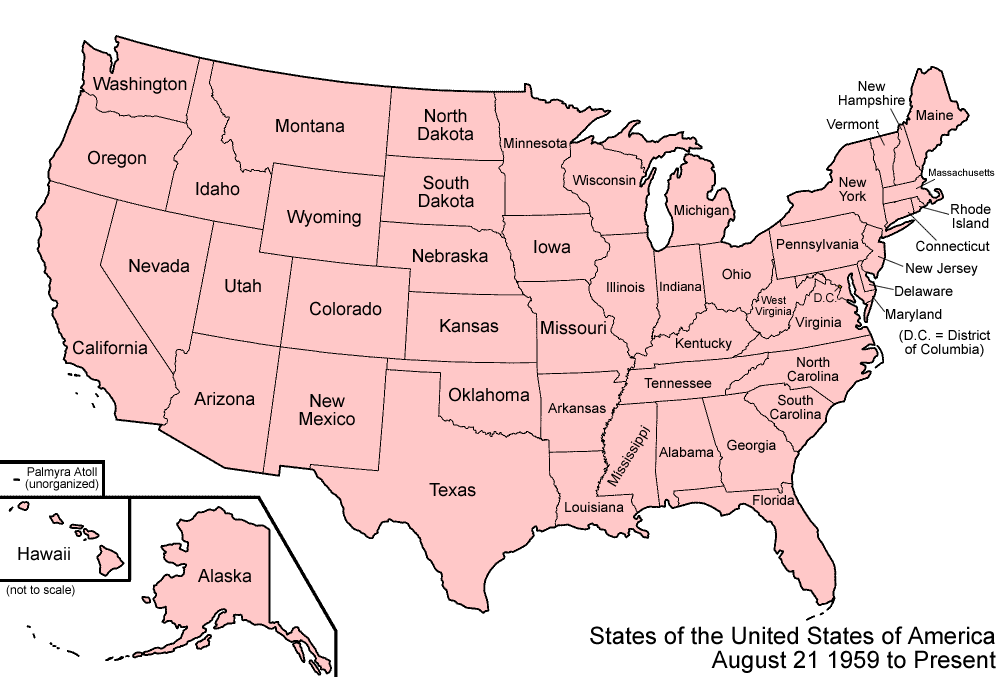
Los estados de los Estados Unidos en agosto de 1959

Eisenhower había pedido la admisión de Alaska y Hawai como estados durante su campaña de 1952, pero varios problemas retrasaron su condición de estado. Hawái se enfrentó a la oposición de miembros del Congreso del Sur que se opusieron a la gran población no blanca de la cadena de islas, mientras que las preocupaciones sobre las bases militares en Alaska convencieron a Eisenhower de oponerse a la estadidad del territorio al comienzo de su mandato. En 1958, Eisenhower llegó a un acuerdo con el Congreso sobre un proyecto de ley que preveía la admisión de Alaska y apartó grandes porciones de Alaska para las bases militares. Eisenhower firmó la Ley de Estado de Alaska en julio de 1958, y Alaska se convirtió en el estado número 49 el 3 de enero de 1959. Dos meses después, Eisenhower firmó la Ley de Admisión de Hawai, y Hawai se convirtió en el estado número 50 en agosto de 1959.

## Problemas de salud
Eisenhower fue el primer presidente en divulgar información sobre sus registros médicos y de salud mientras estaba en el cargo. Sin embargo, las personas a su alrededor ocultaron información médica que podría lastimarlo políticamente al plantear dudas sobre su buena salud. El 24 de septiembre de 1955, mientras estaba de vacaciones en Colorado, sufrió un ataque cardíaco grave. El Dr. Howard Snyder, su médico personal, diagnosticó erróneamente los síntomas como indigestión y no solicitó la ayuda que se necesitaba con urgencia. Snyder más tarde falsificó sus propios registros para cubrir su error y para proteger la necesidad de Eisenhower de retratar que estaba lo suficientemente saludable como para hacer su trabajo. El ataque cardíaco requirió seis semanas de hospitalización, y Eisenhower no reanudó su horario de trabajo normal hasta principios de 1956. Durante el período de recuperación de Eisenhower, Nixon, Dulles y Sherman Adams asumieron deberes administrativos y se comunicaron con el presidente. Eisenhower sufrió un derrame cerebral en noviembre de 1957, pero se recuperó rápidamente. Su salud fue generalmente buena durante el resto de su segundo mandato.

## Elecciones presidenciales

### Reelección de 1956

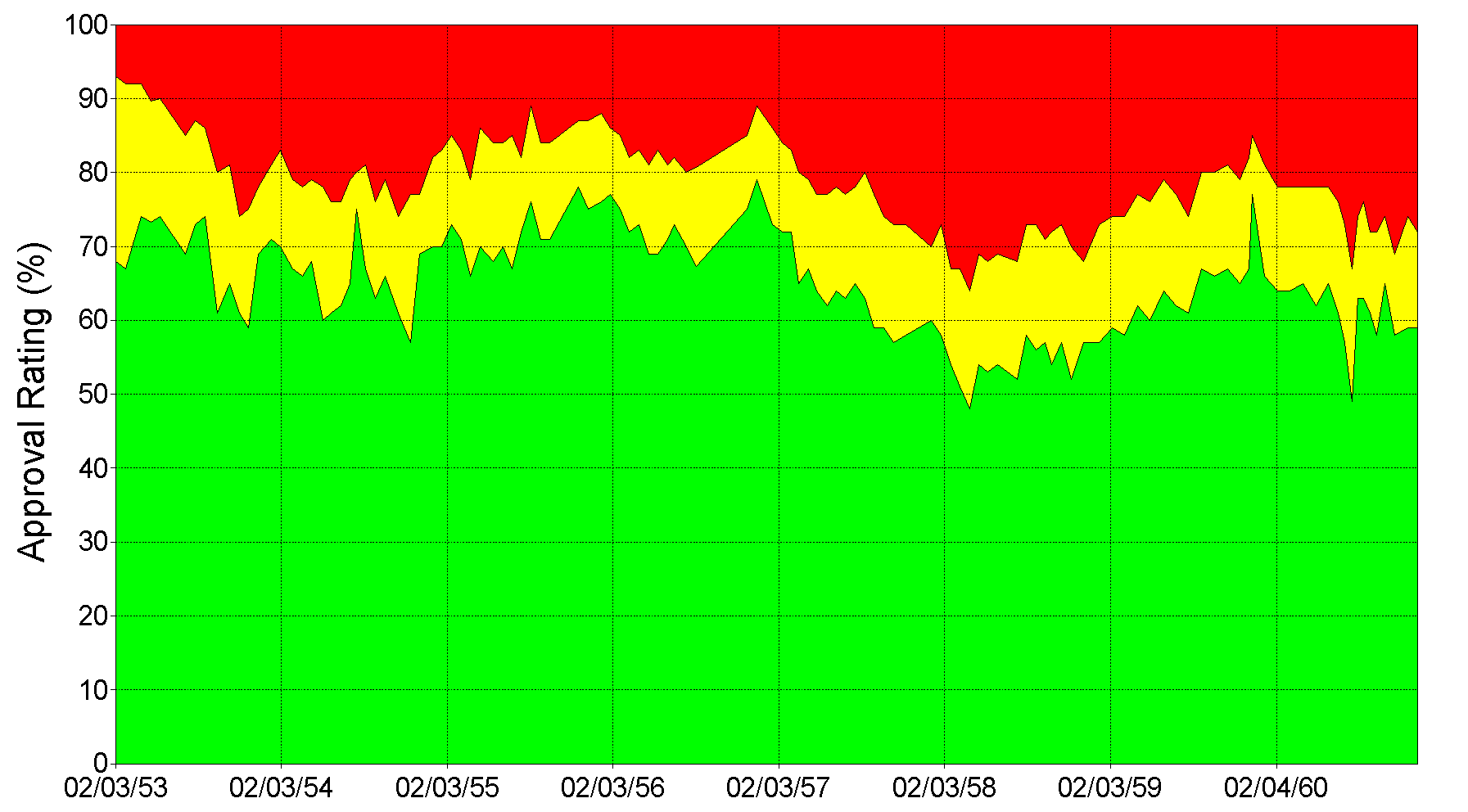
Gráfico de los índices de aprobación de Gallup de Eisenhower

En julio de 1955, la revista TIME elogió al presidente por traer "prosperidad a la nación" y señaló que "en los 29 meses desde que Dwight Eisenhower se mudó a la Casa Blanca, se produjo un cambio notable en la nación. La presión arterial y la temperatura han disminuido". abajo; las terminaciones nerviosas se han curado. El nuevo tono podría describirse en una palabra: confianza ". Este sentimiento se reflejó en el índice de aprobación de la encuesta Gallup de Eisenhower, que varió entre 68 y 79 por ciento durante su primer mandato. El ataque cardíaco de Eisenhower en septiembre de 1955 generó especulaciones sobre si podría buscar un segundo mandato, pero su médico lo declaró completamente recuperado en febrero de 1956, y poco después Eisenhower anunció su decisión de postularse para la reelección. Eisenhower había considerado retirarse después de un período, pero decidió volver a presentarse en parte porque consideraba que sus sucesores potenciales de ambas partes eran inadecuados.
Eisenhower no confiaba en que Nixon lideraría hábilmente el país si accedía a la presidencia, e intentó eliminar a Nixon de la multa de 1956 ofreciéndole el cargo de Secretario de Defensa. Nixon rechazó la oferta y se negó a tomar su nombre fuera de consideración para una nueva nominación a menos que Eisenhower lo exigiera. No dispuesto a dividir el partido e incapaz de encontrar el reemplazo perfecto para Nixon, Eisenhower decidió no oponerse a la reelección de Nixon. Aunque Harold Stassen y algunos otros republicanos trabajaron para convencer a alguien de desafiar a Nixon, el vicepresidente siguió siendo muy popular entre los líderes republicanos y los votantes de alto rango. Fue nominado por unanimidad en la Convención Nacional Republicana de 1956 . Eisenhower, mientras tanto, fue renominado sin oposición. 

Resultados de la votación electoral de 1956

En la Convención Nacional Demócrata de 1956 en Chicago, Illinois, Adlai Stevenson fue renombrado en la primera votación, a pesar de un fuerte desafío del gobernador de Nueva York W. Averell Harriman, quien fue respaldado por el ex presidente Truman. Stevenson anunció que dejaría la elección del candidato a vicepresidente a la convención; no dio ninguna indicación de a quién preferiría tener para un compañero de fórmula. Los delegados eligieron al senador Estes Kefauver de Tennessee en la segunda votación.
Eisenhower hizo campaña en su historial de prosperidad económica y su política exterior de la Guerra Fría. También atacó a los demócratas por supuestamente bloquear sus programas legislativos y se burló de la propuesta de Stevenson de prohibir las pruebas de armas nucleares. Stevenson pidió una aceleración de las conversaciones de desarme con la Unión Soviética y un mayor gasto del gobierno en programas sociales. [cita requerida]  demócratas introdujeron la táctica de los anuncios negativos de televisión, generalmente atacando a Nixon en lugar de Eisenhower. La crisis de Suez y la revolución húngara se convirtieron en el foco de atención de Eisenhower en las últimas semanas de la campaña, y sus acciones en las crisis anteriores aumentaron su popularidad.
El día de las elecciones, Eisenhower ganó por un margen aún mayor que el que tenía cuatro años antes, llevando 457 votos electorales a los 73 de Stevenson. Ganó más del 57 por ciento del voto popular, obteniendo más de 35 millones de votos. Eisenhower mantuvo sus ganancias de 1952 entre los demócratas, especialmente los sureños blancos urbanos y los católicos del norte, mientras que los suburbios crecientes se sumaron a su base republicana. En comparación con las elecciones de 1952, Eisenhower ganó Kentucky, Louisiana y Virginia Occidental, mientras que perdió Missouri.  En entrevistas con encuestadores, sus votantes tenían menos probabilidades de sacar a relucir su historial de liderazgo. En cambio, lo que destacó esta vez, "fue la respuesta a las cualidades personales, a su sinceridad, su integridad y sentido del deber, su virtud como hombre de familia, su devoción religiosa y su simpatía". La victoria de Eisenhower no proporcionó un fuerte efecto encubierto para otros candidatos republicanos, y los demócratas retuvieron el control del Congreso.

### Elección y transición de 1960

Resultados de la votación electoral de 1960

La Enmienda 22 a la Constitución de los Estados Unidos, ratificada en 1951, estableció un límite de dos períodos para la presidencia. Como la enmienda no se había aplicado al presidente Truman, Eisenhower se convirtió en el primer presidente constitucionalmente limitado a dos mandatos. No obstante, Eisenhower observó de cerca las elecciones presidenciales de 1960, que vio como un referéndum sobre su presidencia. Intentó convencer al secretario del Tesoro, Robert Anderson, de buscar la nominación republicana, pero Anderson se negó a participar en la carrera. Eisenhower ofreció a Nixon un apoyo tibio en las primarias republicanas de 1960 . Cuando los periodistas le pidieron que enumerara una de las ideas políticas de Nixon que había adoptado, Eisenhower bromeó: "Si me das una semana, podría pensar en una. No me acuerdo". Eisenhower y Nixon, de hecho, se habían convertido en amigos desiguales, que lo aprendieron unos de otros y se respetaron. A pesar de la falta de un fuerte apoyo de Eisenhower, el cultivo exitoso de Nixon de las élites del partido aseguró que enfrentara solo un débil desafío del gobernador Nelson Rockefeller para la nominación republicana .
La campaña de 1960 estuvo dominada por la Guerra Fría y la economía. John F. Kennedy triunfó en la Convención Nacional Demócrata de 1960, derrotando a Lyndon B. Johnson, Hubert Humphrey y otros candidatos para convertirse en el candidato presidencial del partido. Para apuntalar el apoyo en el sur y el oeste, Kennedy eligió a Johnson como su compañero de fórmula. En las elecciones generales, Kennedy atacó la supuesta "brecha de misiles" y respaldó la ayuda federal para la educación, un aumento del salario mínimo y el establecimiento de un programa federal de seguro de salud para los ancianos. Nixon, mientras tanto, quería ganar por su cuenta, y no aceptó las ofertas de ayuda de Eisenhower. Para gran decepción de Eisenhower, Kennedy derrotó a Nixon en una elección extremadamente cerrada. Kennedy obtuvo el 49.7 por ciento del voto popular y ganó el voto electoral por un margen de 303 a 219.
Durante la campaña, Eisenhower había criticado en privado la inexperiencia y las conexiones de Kennedy con las máquinas políticas, pero después de las elecciones trabajó con Kennedy para garantizar una transición sin problemas. Se reunió personalmente dos veces con Kennedy, enfatizando especialmente el peligro que representa Cuba. El 17 de enero de 1961, Eisenhower dio su Discurso televisado final a la Nación desde la Oficina Oval . En su discurso de despedida, Eisenhower planteó el tema de la Guerra Fría y el papel de las fuerzas armadas estadounidenses. Describió la Guerra Fría: "Nos enfrentamos a una ideología hostil de alcance global, de carácter ateo, despiadado de propósito e insidioso de método   ... "y advirtió sobre lo que él vio como propuestas injustificadas de gasto del gobierno y continuó con una advertencia de que" debemos protegernos contra la adquisición de influencia injustificada, ya sea buscada o no, por el complejo militar-industrial ".  Discurso de Eisenhower reflejó su temor de que el gasto militar y el deseo de garantizar la seguridad total se llevaran a cabo en detrimento de otros objetivos, incluida una economía sólida, programas sociales eficientes y libertades individuales

## Reputación histórica
Eisenhower era popular entre el público en general cuando dejó el cargo, pero durante una década o dos comentaristas vieron a Eisenhower como un presidente de "no hacer nada" que dejó muchas de las decisiones importantes a sus subordinados. Paul Holbo y Robert W. Sellen afirman que los críticos retrataron a Eisenhower: 
típicamente con un palo de golf en la mano y una sonrisa amplia pero vaga en su rostro ... los intelectuales liberales lo compararon desfavorablemente con su estándar para presidente, Franklin D. Roosevelt. Le dieron a "Ike" calificaciones especialmente bajas por su aparente distanciamiento de la política, su negativa a luchar públicamente con el senador Joseph McCarthy y su renuencia a asumir un liderazgo activo del partido.
Los historiadores que escribieron en la década de 1960 fueron negativos sobre la política exterior de Eisenhower, al ver al "general popular como un líder amable pero torpe que presidió el" gran aplazamiento "de los problemas críticos nacionales e internacionales durante la década de 1950". Estaban decepcionados por la falta de emoción y profundidad, pero una lección de la Guerra de Vietnam es que la emoción puede ser una experiencia terrible. Los historiadores obtuvieron acceso por primera vez a los documentos privados de Eisenhower en la década de 1970, dejando a los historiadores "virtualmente unánimes al aplaudir el ejercicio constante de juicio, prudencia y moderación maduros de Ike y al celebrar su logro de mantener la paz y durante períodos inusualmente peligrosos en las relaciones internacionales". ". El historiador liberal Arthur Schlesinger, Jr., un firme defensor de Adlai Stevenson en ese momento, tenía los ojos abiertos: "los documentos de Eisenhower ... sin lugar a dudas alteran la vieja imagen... Eisenhower mostró mucha más energía, interés, confianza en sí mismo, propósito, astucia y mando de lo que muchos de nosotros suponíamos en la década de 1950 ".
La reputación de Eisenhower alcanzó su punto máximo a principios de la década de 1980; para 1985 se había producido una reacción posrevisionista y se presentaba una evaluación más compleja de la administración Eisenhower. El nuevo factor era la disponibilidad de registros y documentos previamente cerrados que mostraban que Eisenhower maniobraba astutamente detrás de escena, evitando problemas controvertidos y manteniendo el control de su administración. Los historiadores también han señalado los límites de algunos de los logros de Eisenhower; evitó adoptar posiciones públicas fuertes sobre el macartismo o los derechos civiles, y las tensiones de la Guerra Fría eran altas al final de su presidencia. Las encuestas recientes de historiadores y politólogos generalmente han clasificado a Eisenhower en el cuartil superior de presidentes. Una encuesta de 2018 de la sección de Presidentes y Política Ejecutiva de la Asociación Estadounidense de Ciencias Políticas calificó a Eisenhower como el séptimo mejor presidente. Una encuesta de historiadores de C-Span de 2017 clasificó a Eisenhower como el quinto mejor presidente.
 

El historiador John Lewis Gaddis ha resumido el cambio en las evaluaciones: 
 Los historiadores abandonaron hace mucho tiempo la idea de que Eisenhower era una presidencia fallida. Después de todo, terminó la Guerra de Corea sin meterse en ninguna otra. Se estabilizó, y no se intensificó, la rivalidad soviético-estadounidense. Fortaleció las alianzas europeas mientras retiraba el apoyo del colonialismo europeo. Rescató al Partido Republicano del aislacionismo y el macartismo. Mantuvo la prosperidad, equilibró el presupuesto, promovió la innovación tecnológica, facilitó (aunque de mala gana) el movimiento de derechos civiles y advirtió, en el discurso de despedida más memorable desde Washington, de un "complejo militar-industrial" que podría poner en peligro las libertades de la nación. No hasta que Reagan dejara otro cargo con un sentido tan fuerte de haber logrado lo que se propuso hacer. 

### Trabajos citados
- Ambrose, Stephen E. (1983). Eisenhower. Volume I: Soldier, General of the Army, President-Elect, 1890–1952. Simon and Schuster. ISBN 978-0671440695
- Ambrose, Stephen E. (1984). Eisenhower. Volume II: President and Elder Statesman, 1952–1969. Simon and Schuster. ISBN 978-0671605650
- Dockrill, Saki (1994). "Cooperation and suspicion: The United States' alliance diplomacy for the security of Western Europe, 1953–54". Diplomacy & Statecraft. 5#1: 138–182 online
- Dockrill, Saki. (1996) Eisenhower's New-Look National Security Policy, 1953–61
- Herring, George C. (2008). From Colony to Superpower; U.S. Foreign Relations Since 1776. Oxford University Press. ISBN 978-0-19-507822-0
- Hitchcock, William I. (2018). The Age of Eisenhower: America and the World in the 1950. Simon & Schuster. ISBN 978-1439175668.The major scholarly synthesis; 645pp; online review symposium
- Johnson, C. Donald (2018). The Wealth of Nations: A History of Trade Politics in America. Oxford University Press. ISBN 9780190865917
- Kabaservice, Geoffrey (2012). Rule and Ruin: The Downfall of Moderation and the Destruction of the Republican Party, from Eisenhower to the Tea Party. Oxford University Press. ISBN 9780199768400.
- Lyon, Peter (1974). Eisenhower: Portrait of the Hero. Little Brown and Company. ISBN 978-0316540216. online free to borrow
- McMahon, Robert J. "Eisenhower and Third World Nationalism: A Critique of the Revisionists," Political Science Quarterly101#3 (1986), pp. 453–473, online
- Morison, Samuel Eliot (1965). The Oxford History of the American People. New York: Oxford University Press. LCCN 65-12468
- Pusey, Merlo J. (1956). Eisenhower The President. Macmillan. LCCN 56-8365
- Schefter, James (1999). The Race: The uncensored story of how America beat Russia to the Moon. New York: Doubleday. ISBN 978-0-385-49253-9
- Smith, Jean Edward (2012). Eisenhower in War and Peace. Random House. ISBN 978-1400066933
- Wicker, Tom (2002). Dwight D. Eisenhower. Times Books. ISBN 978-0-8050-6907-5

## Lectura avanzada
Biografías
- Ambrose, Stephen E. Eisenhower: Soldier and President (2003). A revision and condensation of his earlier two-volume Eisenhower biography.
- Gellman, Irwin F. The President and the Apprentice: Eisenhower and Nixon, 1952–1961 (2015)
- Graff, Henry F., ed. The Presidents: A Reference History (3rd ed. 2002)
- Krieg, Joann P. ed. Dwight D. Eisenhower, Soldier, President, Statesman (1987). 24 essays by scholars.
- Mayer, Michael S. The Eisenhower Years (2009), 1024pp; short biographies by experts of 500 prominent figures, with some primary sources.
- Newton, Jim, Eisenhower: The White House Years (Random House, 2011) online
- Nichols, David A. Eisenhower 1956: The President's Year of Crisis--Suez and the Brink of War (2012).
- Schoenebaum, Eleanora, ed. Political Profiles the Eisenhower Years (1977); 757pp; short political biographies of 501 major players in politics in the 1950s.

Estudios
- Anderson J. W. Eisenhower, Brownell, and the Congress: The Tangled Origins of the Civil Rights Bill of 1956–1957. University of Alabama Press, 1964.
- Burrows, William E. This New Ocean: The Story of the First Space Age. New York: Random House, 1998. 282pp
- Congressional Quarterly. Congress and the Nation 1945–1964 (1965), Highly detailed and factual coverage of Congress and presidential politics; 1784 pages
- Damms, Richard V. The Eisenhower Presidency, 1953–1961 (2002)
- Eulau Heinz, Class and Party in the Eisenhower Years. Free Press, 1962. voting behavior
- Greene, John Robert. I Like Ike: The Presidential Election of 1952 (2017) excerpt
- Greenstein, Fred I. The Hidden-Hand Presidency: Eisenhower as Leader (1991).
- Harris, Douglas B. "Dwight Eisenhower and the New Deal: The Politics of Preemption" Presidential Studies Quarterly, 27#2 (1997) pp. 333–41 in JSTOR.
- Harris, Seymour E. The Economics of the Political Parties, with Special Attention to Presidents Eisenhower and Kennedy(1962)
- Hitchcock, William I. The Age of Eisenhower: America and the World in the 1950 (2018). The major scholarly synthesis; 645pp; online review symposium
- Holbo, Paul S. and Robert W. Sellen, eds. The Eisenhower era: the age of consensus (1974), 196pp; 20 short excerpts from primary and secondary sources online
- Kaufman, Burton I. and Diane Kaufman. Historical Dictionary of the Eisenhower Era (2009), 320pp
- Krieg, Joanne P. ed. Dwight D. Eisenhower: Soldier, President, Statesman (1987), 283–296; online
- Medhurst; Martin J. Dwight D. Eisenhower: Strategic Communicator (Greenwood Press, 1993).
- Olson, James S. Historical Dictionary of the 1950s (2000)
- Pach, Chester J. ed. A Companion to Dwight D. Eisenhower (2017), new essays by experts; stress on historiography.
- Pickett, William B. (1995). Dwight David Eisenhower and American Power. Wheeling, Ill.: Harlan Davidson. ISBN 978-0-88-295918-4
- Pickett, William B. (2000). Eisenhower Decides to Run: Presidential Politics and Cold War Strategy. Chicago: Ivan R. Dee. ISBN 978-1-56-663787-9

Extranjería y política militar
- Andrew, Christopher. For the President’s Eyes Only: Secret Intelligence and the American Presidency from Washington to Bush (1995), pp. 199–256.
- Bose, Meenekshi. Shaping and signaling presidential policy: The national security decision making of Eisenhower and Kennedy (Texas A&M UP, 1998).
- Bowie, Robert R. and Richard H. Immerman, eds. Waging peace: how Eisenhower shaped an enduring cold war strategy(1998) online
- Brands, Henry W. Cold Warriors: Eisenhower's Generation and American Foreign Policy (Columbia UP, 1988).
- Broadwater; Jeff. Eisenhower & the Anti-Communist Crusade (U of North Carolina Press, 1992) online at Questia.
- Bury, Helen. Eisenhower and the Cold War arms race:'Open Skies' and the military-industrial complex (2014).
- Chernus, Ira. Apocalypse Management: Eisenhower and the Discourse of National Insecurity. (Stanford UP, 2008).
- Divine, Robert A. Eisenhower and the Cold War (1981)
- Divine, Robert A. Foreign Policy and U.S. Presidential Elections, 1952–1960 (1974).
- Dockrill, Saki. Eisenhower's New-Look National Security Policy, 1953–61 (1996)

- Falk, Stanley L. "The National Security Council under Truman, Eisenhower, and Kennedy." Political Science Quarterly 79.3 (1964): 403–434. online
- Kaufman, Burton Ira. Trade and aid: Eisenhower's foreign economic policy, 1953–1961 (1982).
- Little, Douglas. "His finest hour? Eisenhower, Lebanon, and the 1958 Middle East crisis." Diplomatic History 20.1 (1996): 27–54. online
- Melanson, Richard A. and David A. Mayers, eds. Reevaluating Eisenhower: American foreign policy in the 1950s (1989) online
- Rabe, Stephen G. Eisenhower and Latin America: The foreign policy of anticommunism (1988) online
- Rosenberg, Victor. Soviet-American relations, 1953–1960: diplomacy and cultural exchange during the Eisenhower presidency (2005).
- Taubman, William. Khrushchev: The Man and His Era (2012), Pulitzer Prize

Historiografía
- Broadwater, Jeff. "President Eisenhower and the Historians: Is the General in Retreat?." Canadian Review of American Studies 22.1 (1991): 47–60.
- Burk, Robert. "Eisenhower Revisionism Revisited: Reflections on Eisenhower Scholarship", Historian, Spring 1988, Vol. 50, Issue 2, pp. 196–209
- Catsam, Derek. "The civil rights movement and the Presidency in the hot years of the Cold War: A historical and historiographical assessment." History Compass 6.1 (2008): 314–344.246
- De Santis, Vincent P. "Eisenhower Revisionism," Review of Politics 38#2 (1976): 190–208.
- Hoxie, R. Gordon. "Dwight David Eisenhower: Bicentennial Considerations," Presidential Studies Quarterly 20 (1990), 263.
- Joes, Anthony James. "Eisenhower Revisionism and American Politics," in Joanne P. Krieg, ed., Dwight D. Eisenhower: Soldier, President, Statesman (1987), 283–296; online
- McAuliffe, Mary S. "Eisenhower, the President", Journal of American History 68 (1981), pp. 625–32 JSTOR 1901942
- McMahon, Robert J. "Eisenhower and Third World Nationalism: A Critique of the Revisionists," Political Science Quarterly(1986) 101#3 pp. 453–73 JSTOR 2151625

- Melanson, Richard A. and David Mayers, eds. Reevaluating Eisenhower: American Foreign Policy in the 1950s (1987)
- Polsky, Andrew J. "Shifting Currents: Dwight Eisenhower and the Dynamic of Presidential Opportunity Structure," Presidential Studies Quarterly, March 2015.
- Rabe, Stephen G. "Eisenhower Revisionism: A Decade of Scholarship," Diplomatic History (1993) 17#1 pp 97–115.
- Reichard, Gary W. "Eisenhower as President: The Changing View," South Atlantic Quarterly 77 (1978): 265–82
- Schlesinger Jr., Arthur. "The Ike Age Revisited," Reviews in American History (1983) 11#1 pp. 1–11 JSTOR 2701865
- Streeter, Stephen M. "Interpreting the 1954 U.S. Intervention In Guatemala: Realist, Revisionist, and Postrevisionist Perspectives," History Teacher (2000) 34#1 pp 61–74. JSTOR 3054375 online

- Datos: Q7241094
- Multimedia: Presidency of Dwight D. Eisenhower / Q7241094